# Partido da Social Democracia Brasileira
O Partido da Social Democracia Brasileira (PSDB) é um partido político brasileiro de centro, às vezes associado à centro-esquerda ou à centro-direita. Fundado em 1988 e registrado definitivamente em 1989, surgiu a partir de uma cisão do MDB que mesclava a social-democracia e o liberalismo econômico e social. Seu símbolo é um tucano nas cores azul e amarela. Por esta razão, seus membros são, eventualmente, chamados "tucanos", e raramente de "peessedebistas". Em abril de 2025, o partido tinha 1.291.811 filiados, sendo o quinto maior do país.
Além de ser o partido do ex-presidente da república Fernando Henrique Cardoso, ao longo da história, o PSDB deu apoio aos ex-presidentes Itamar Franco e Michel Temer e fez oposição aos ex-presidentes Fernando Collor, Luiz Inácio Lula da Silva e Dilma Rousseff. No início, o PSDB deu apoio e participou da base do governo de Jair Bolsonaro, porém entrou para a oposição em setembro de 2021.

## História

### Antecedentes e fundação

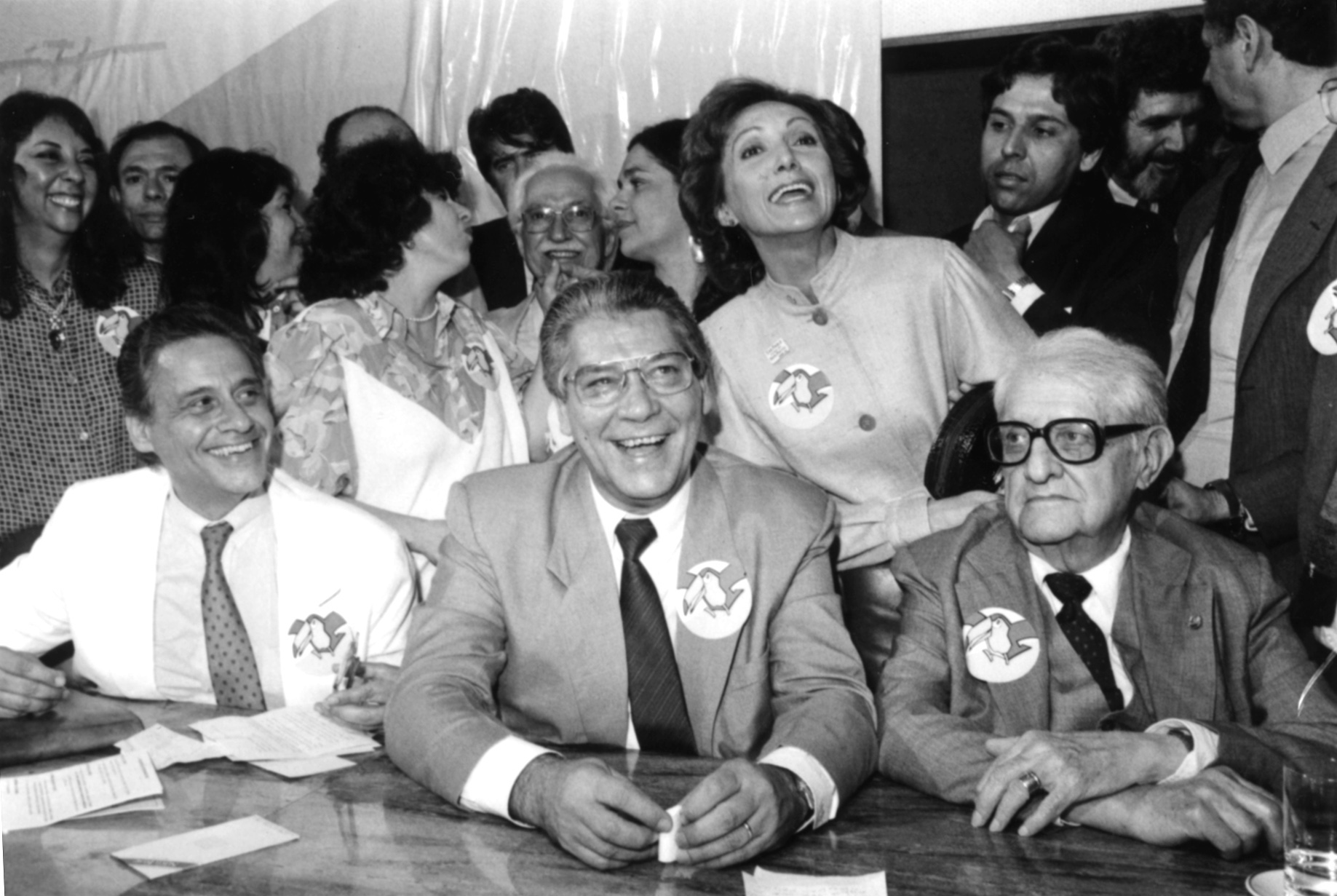
Criação do PSDB em 25 de junho de 1988. Participantes - Fernando Henrique Cardoso, Mário Covas, Afonso Arinos

O embrião do que viria ser o PSDB surgiu logo após as Eleições Gerais de 1986, com o surgimento do Movimento de Unidade Progressista (MUP) em 1987, capitaneado entre outros por Fernando Henrique Cardoso (PMDB-SP). Tratava-se de uma resposta à estratégia política adotada pelo MDB na ordem de maximizar o seu capital político: a ampla vitória do partido em 1986 se deu em parte ao influxo de políticos provenientes do PDS (e por extensão da ARENA) que buscavam novas oportunidades de ganho político no MDB e no PFL. De forma ilustrativa, a bancada do PMDB aumentou de 224 parlamentares em fevereiro de 1985 para 246 em julho de 1986, ao passo que a bancada do PDS despencou de 196 para 81.
Nesse contexto, a cisão no PMDB ocorre diante do convencimento de quadros importantes que o partido se tornara permanentemente viciado por essa guinada conservadora. O PMDB se tornou ideologicamente heterogêneo aglomerando facções desde a esquerda até a direita. Concomitantemente a isso, o diretório paulista do PMDB era cada vez mais permeado por desentendimentos entre os membros da capital em relação ao governador Orestes Quércia (PMDB-SP). Os peemedebistas da capital paulista, liderados por Mário Covas e Fernando Henrique Cardoso se identificavam como mais progressistas, o que causava estranhamentos com a influência do grupo quercista na liderança do partido. Um exemplo dessas disputas programáticas foi a adoção do sistema presidencialista pela Constituição Federal de 1988 que era combatida pelo MUP, mas pleiteada pelos quercistas.

O nome "PSDB" (então "Partido Socialista Democrático Brasileiro") é pela primeira vez sugerido para um novo partido derivado do MUP em outubro de 1987, num encontro supra-partidário que reuniu o MUP, o PSB e outros políticos de esquerda e centro-esquerda, incluindo o deputado Paulo Ramos (PMDB-RJ) e o professor Florestan Fernandes, o antigo mentor de FHC.

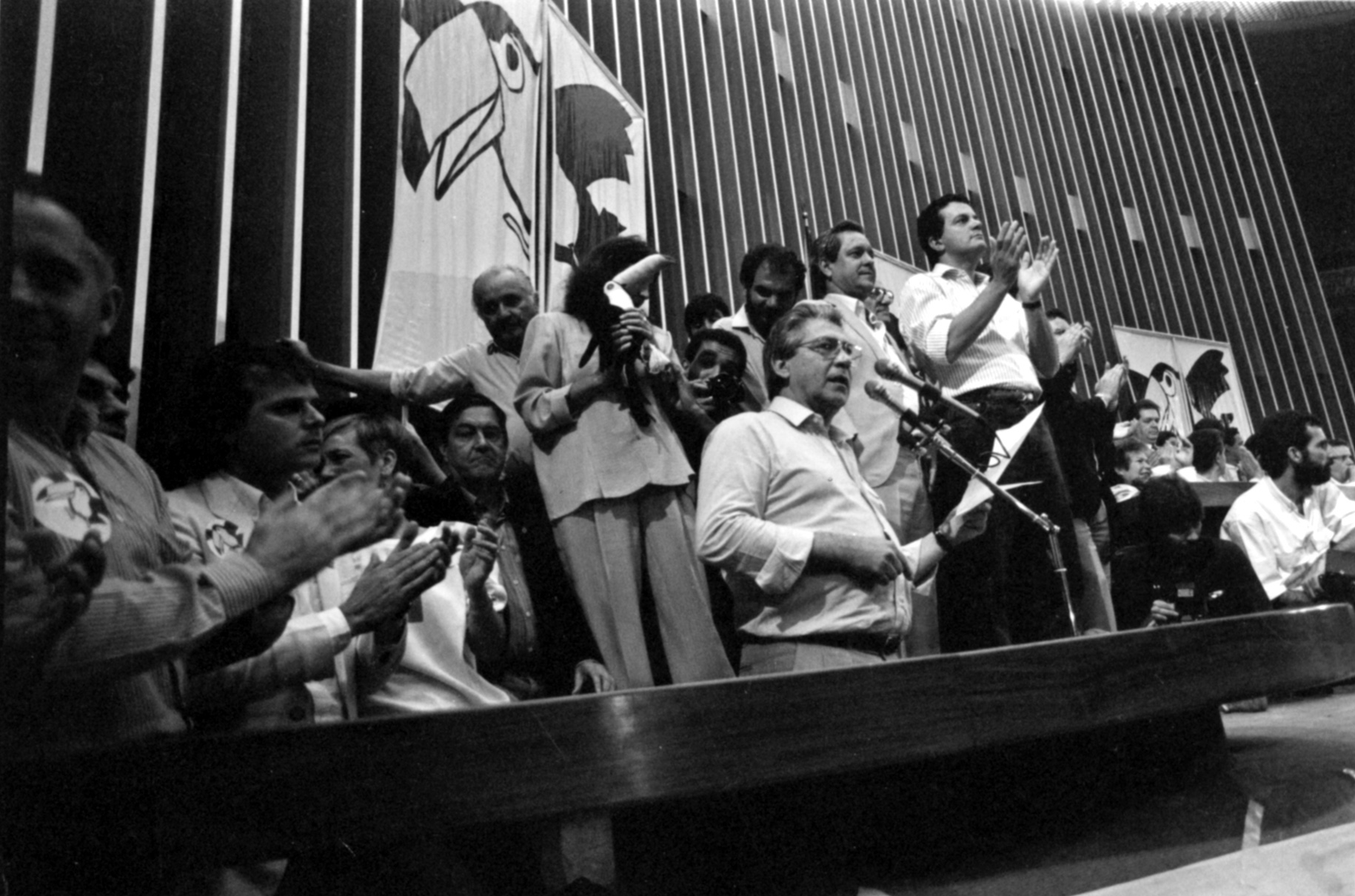
Criação do PSDB em 1988

Em 25 de junho de 1988, os dissidentes do PMDB levaram a termo sua insatisfação perante o Governo Sarney, que haveria "de se constituir no primeiro da Nova República para se fazer o último da Velha República". Tal disparidade se acentuou durante a Assembleia Nacional Constituinte, onde os membros do partido votaram pelos quatro anos de mandato para o Presidente da República apesar de ter prevalecido a tese dos cinco anos, por influência do establishment peemedebista e de políticos conservadores agrupados no Centrão. Entre os fundadores do novo partido estavam Franco Montoro, José Serra, Mário Covas e Fernando Henrique Cardoso, escudados por Sérgio Motta, Magalhães Teixeira e Geraldo Alckmin. Fora de São Paulo o novo partido arregimentou Pimenta da Veiga, Eduardo Azeredo, José Richa, Artur da Távola, Célio de Castro, Afonso Arinos, Chagas Rodrigues, Almir Gabriel, Teotônio Vilela Filho, Aécio Neves, Arthur Virgílio, João Gilberto Lucas Coelho e Maria de Lourdes Abadia. Posteriormente outros políticos, como Tasso Jereissati e Ciro Gomes, também migrariam para o partido.
Segundo levantamento feito pela Editora Três via enciclopédia Brasil 500 Anos, a bancada inaugural do PSDB no Congresso Nacional possuía nove senadores e trinta e nove deputados federais, representando dezesseis estados e o Distrito Federal. Destes, onze eram paulistas, porém a maior representação per capita era a de Alagoas, com quatro nomes numa bancada de onze membros contra os 63 oriundos de São Paulo. Para corroborar tais assertivas basta dizer que dois dos três senadores paulistas e três dos oito deputados federais alagoanos participaram da fundação do PSDB, inclusive Renan Calheiros.[carece de fontes?]Ao todo, foram 60 deputados que ingressaram no PSDB.
Com este núcleo partidário, o PSDB foi formado pela confluência de diferentes pensamentos políticos contemporâneos: dos trabalhistas, adotou a primazia do trabalho sobre o capital; a ética, a solidariedade e a participação comunitária foram assimiladas dos pensadores católicos personalistas, e das ações políticas dos líderes europeus do pós-guerra. Não obstante, ainda que fosse um partido ideologicamente diversificado na sua fundação (mais que o Partido dos Trabalhadores, por exemplo), o PSDB era muito menos heterogêneo que o PMDB, tendo em vista que se fundou justamente para se contrapor ao ''declínio deste último em uma máquina eleitoreira clientelista.''
Apesar de recém-constituído e ainda com organização provisória, o PSDB participou das eleições municipais de 1988, disputando com candidatos próprios e conseguindo vitórias importantes como em Minas Gerais, onde conquistou as prefeituras de Belo Horizonte com Pimenta da Veiga, e de Contagem, com Ademir Lucas Gomes, além de mais cinco prefeituras nesse estado. No Ceará, elegeu Ciro Gomes a prefeitura de Fortaleza. Ao todo, o PSDB elegeu dezoito prefeitos, sendo sete em Minas Gerais, cinco em São Paulo, três no Espírito Santo, um no Mato Grosso do Sul, um em Pernambuco e um no Amazonas. Elegeu, nesses mesmos estados, cerca de 215 vereadores.

### Governo Sarney e eleições de 1989

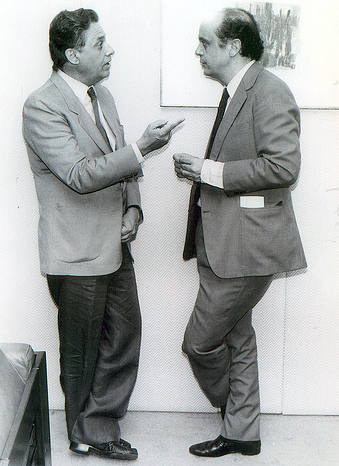
Fernando Henrique Cardoso (PSDB-SP) com o então deputado federal José Serra (PSDB-SP) durante a Assembleia Nacional Constituinte

Os partidos da base de Governo Sarney, o PFL e o MDB, tentaram omitir os verdadeiros resultados do Plano Cruzado até o pleito de 1986, o que lhes proporcionou grande sucesso diante da penumbra dos efeitos de curto prazo que aparentavam resolver a calamidade monetária. Contudo, pouco após a eleição, o clima de deterioração econômica e a hiperinflação ficam evidentes para o eleitorado e a opinião pública rapidamente se estrutura em veemente descrédito dos políticos tradicionais. Todavia, a cisão no MDB provocou o deslocamento dos líderes dissidentes à Oposição durante o Governo Sarney.
Assim, a primeira eleição que o PSDB concorre é Eleição Presidencial de 1989, animada por um sentimento antagônico às elites políticas. O PMDB lançou a candidatura de Ulysses Guimarães (PMDB-SP), o PFL lançou Aureliano Chaves (PFL-MG) e o PSDB lançou Mário Covas (PSDB-SP) sendo que nenhum dos três consegue capitalizar muito sucesso político: o PFL e o MDB devido ao seu papel no Governo Sarney, e o PSDB diante da carisma populista de Fernando Collor de Mello (PRN-AL). Collor era desconhecido do eleitorado fora de seu estado e fora lançado por um partido igualmente obscuro (o Partido da Reconstrução Nacional), que conduziu uma campanha demagógica explorando as animosidades da população brasileira à corrupção e à inflação, de forma a projetar sua imagem como a de um outsider político. Em 4º lugar na disputa, recolhendo 11,52% dos sufrágios, o PSDB foi inicialmente descartado como um partido promissor, ainda mais depois da dramática redução da bancada tucana que contava precipuamente com 60 deputados e passou a 37. Além disso, nas Eleições Gerais de 1990, o PSDB conseguiu eleger apenas um Governador e um Senador, ambos no Ceará. O partido consegue reverter essa trajetória em parte nas Eleições Municipais de 1992 quando elege 332 prefeitos, dos quais 5 em capitais. A capilaridade do PSDB se restringe portanto - durante os seus primeiros anos - à região Sudeste, com um notório exclave no estado do Ceará devido à influência de Tasso Jereissati (PSDB-CE).

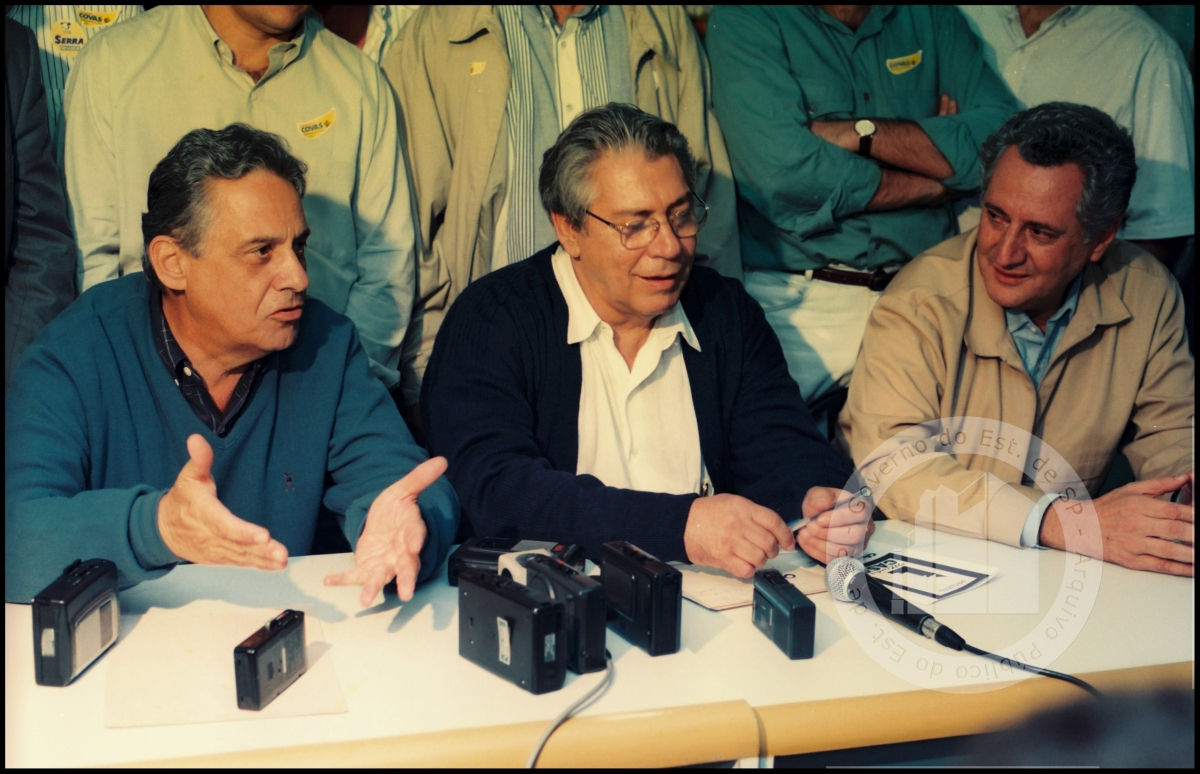
Fernando Henrique Cardoso (PSDB-SP), Mario Covas (PSDB-SP) e José Roberto Magalhães Teixeira (PSDB-SP)

Apesar de ter apoiado a candidatura de Luiz Inácio Lula da Silva do PT no segundo turno da majoritária de 1989, o PSDB se aproximou do Governo Collor no seu programa econômico de privatização, modernização e abertura para o exterior, mas não integrou a base do Governo. O Presidente Collor tentou seduzir o apoio do PSDB em diversos momentos, ao que algumas correntes do partido, notadamente lideradas pelo deputado José Serra e pelo Senador Fernando Henrique, eram simpáticas; no entanto, o protesto de Mário Covas fizera ruir a hipótese.
Sem embargo, diante dos incontáveis escândalos do Governo Collor, o PSDB se afastou integralmente do Palácio do Planalto. Após a célebre entrevista de Pedro Collor de Mello, o irmão do Presidente, à revista VEJA em que este acusa Fernando Collor e seu tesoureiro de campanha, Paulo César Farias, de comandar um esquema de corrupção, os desdobramentos do impeachment do Presidente começam a deslanchar. O Partido dos Trabalhadores foi o primeiro a apoiar formalmente a abertura de processo de impedimento ao Presidente. Inicialmente, o PSDB denunciava os escândalos e se opunha ao Governo sem abraçar a causa do impeachment, mas com a evolução dos fatos, tornou-se inevitável apoiar a queda de Collor.

### O PSDB no Governo Itamar Franco
Com o afastamento de Fernando Collor de Mello e o início do Governo Itamar Franco, o PSDB integra a base governista. Quando Itamar Franco assumiu a presidência da república, houve uma coalizão de união nacional no congresso para dar sustentação ao novo presidente: MDB, PT, PFL e PSDB, os maiores partidos, acenaram apoio. Posteriormente, o PT desistiu, sendo esse conflito o motivo do desligamento de Luiza Erundina do partido, pois ela havia sido nomeada ministra. Das indicações do PSDB, Fernando Henrique Cardoso assumiu o Itamaraty; Paulino Cícero (PSDB-MG), a pasta de Minas e Energia; Jutahy Magalhães (PSDB-BA), o Ministério do Bem-Estar Social; e outros tucanos serviram ao longo do Governo Franco, como Yeda Crusius (PSDB-RS) que assumiu posteriormente o Ministério do Planejamento.
Quando do plebiscito de 21 de abril de 1993 acerca da forma de governo, o PSDB integrou a Frente Parlamentarista - inclusive esta fora liderada pelo Senador José Richa (PSDB-PR). A campanha foi palanque da batalha que uniu presidencialistas ao grupo de Lula (PT-SP) e parlamentaristas ao grupo tucano.
Após oito meses da gestão de Itamar Franco, Fernando Henrique Cardoso assumiu o Ministério da Fazenda, montou uma equipe composta por, entre outros, Edmar Bacha, Pérsio Arida e André Lara Resende, e deu início ao Plano Real. O Plano Real, elaborado principalmente por Edmar Bacha, começou a tomar feições nítidas com a aprovação pelo Congresso Nacional do "fundo social de emergência", que daria, ao governo, liberdade para dispor de 15% a 20% de todo o orçamento da União, às custas da previdência social e de um aumento do imposto de renda sobre a classe média e as empresas. A equipe da Fazenda teria, então, possibilidade de manejar melhor o plano. O fundo de emergência também foi o estopim da aliança PSDB–PFL. Para obter a aprovação do fundo, o PSDB precisou do apoio maciço do PFL, que aquiesceu. A maior faceta do plano Real foi a Unidade Real de Valor (URV) que atuava como indexador monetário, convertendo os preços em uma nova unidade que substituiria a moeda então vigente, o Cruzeiro Real, por uma nova moeda logo depois, o Real. Era a senha para acostumar o povo a um novo mundo, antes de chegar a moeda de fato e vencer, após mais de vinte anos, a cultura inflacionária do brasileiro. Além disso, o programa de privatizações se fez presente na agenda do Ministro FHC. O governo buscou acelerar o Programa Nacional de Desestatização e privatizou subsidiárias da Petrobras e siderúrgicas — a Companhia Siderúrgica Nacional (CSN), a Companhia Siderúrgica Paulista (Cosipa) e a Aço Minas Gerais (Açominas). Todas essas medidas recrudesceram a oposição de esquerda. Forjou-se a aliança definitiva entre PSDB e PFL, apesar do estranhamento inicial. O PSDB baiano, inimigo à época do PFL do mesmo estado, recusou-se a integrar a união, como também ocorreu no Maranhão. Outras rusgas surgiram, mas a aliança manteve-se coesa, apesar de tudo. Inicialmente, o PSDB tentou camuflar a aliança, dando o tom de liderança na chapa, mas a ajuda do PFL foi indispensável para a vitória nas eleições. O PFL detinha um imenso curral eleitoral no Nordeste, o que impulsionou a vitória.

Logomarca do PSDB utilizada até 2019

Em dia 1º de março de 1994, a URV entrou em vigor, sucedendo uma das piores crises inflacionárias do história
. Na oposição, o PT e a CUT protestavam, alegando que haveria arrocho salarial. Sem embargo, a recepção geral das medidas econômicas foram positivas e o Plano Real foi considerado um sucesso.
Visando a Eleição de 1994, o PSDB se aproximou do PFL, procurando dividir o campo da direita. Ademais, o PFL tinha uma grande base eleitoral no Nordeste, região onde o PSDB não possuía muita força. Dentro do PFL não houve muita resistência e o nome de Guilherme Palmeira (PFL-AL) foi rapidamente selecionado como vice numa chapa capitaneada pelo popular Ministro da Fazenda, FHC. No entanto, importantes quadros tucanos resistiram a essa aproximação com a direita, sustentando incompatibilidade do PSDB com o conservadorismo e as práticas clientelísticas. Mesmo depois da substituição de Palmeira por Marco Maciel (PFL-PE) para compor a candidatura, a oposição explorou intensamente a alegada incoerência de Fernando Henrique durante a campanha. Ao que este retrucou "Eu sou social-democrata. Estou fazendo uma aliança com o setor liberal, porém com um setor liberal que tem sensibilidade social. Eu não quero fisiologia, não quero clientelismo".
Após uma campanha marcada pelo sucesso do Plano Real, a coalizão PSDB-PFL-PTB logrou 54,27% dos sufrágios e conseguiu eleger o Presidente da República em primeiro turno.

### Governo Fernando Henrique Cardoso

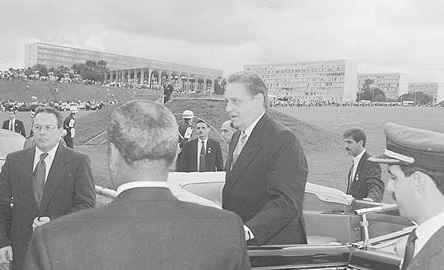
Posse do Presidente Fernando Henrique Cardoso em 1995

Na Câmara dos Deputados o PSDB pois passou de 38 deputados para 62 em 1994; no Senado, o seu único parlamentar foi acompanhado de mais nove senadores. A geografia do crescimento do partido foi também extremamente relevante, pois ela ocorreu sobretudo nas regiões Norte, Nordeste e Centro-Oeste, indicando que o PSDB não só cresceu, mas também se nacionalizou.

Fernando Henrique Cardoso conquistou a Presidência da República, e foi presidente por dois mandatos (de 1995 a 1999 e de 1999 a 2003), havendo, no meio de seu primeiro mandato, apoiado a mudança constitucional que permitia a reeleição para ocupantes de cargos executivos, inclusive ele próprio e todos os governadores em exercício. Nesse período, alguns parlamentares que haviam se mantido no MDB, ou mesmo em outros partidos, mas que haviam sido do antigo MDB ou se encaixavam no perfil social-democrata entraram no partido, como os deputados Alberto Goldman e Aloysio Nunes Ferreira Filho.[carece de fontes?]

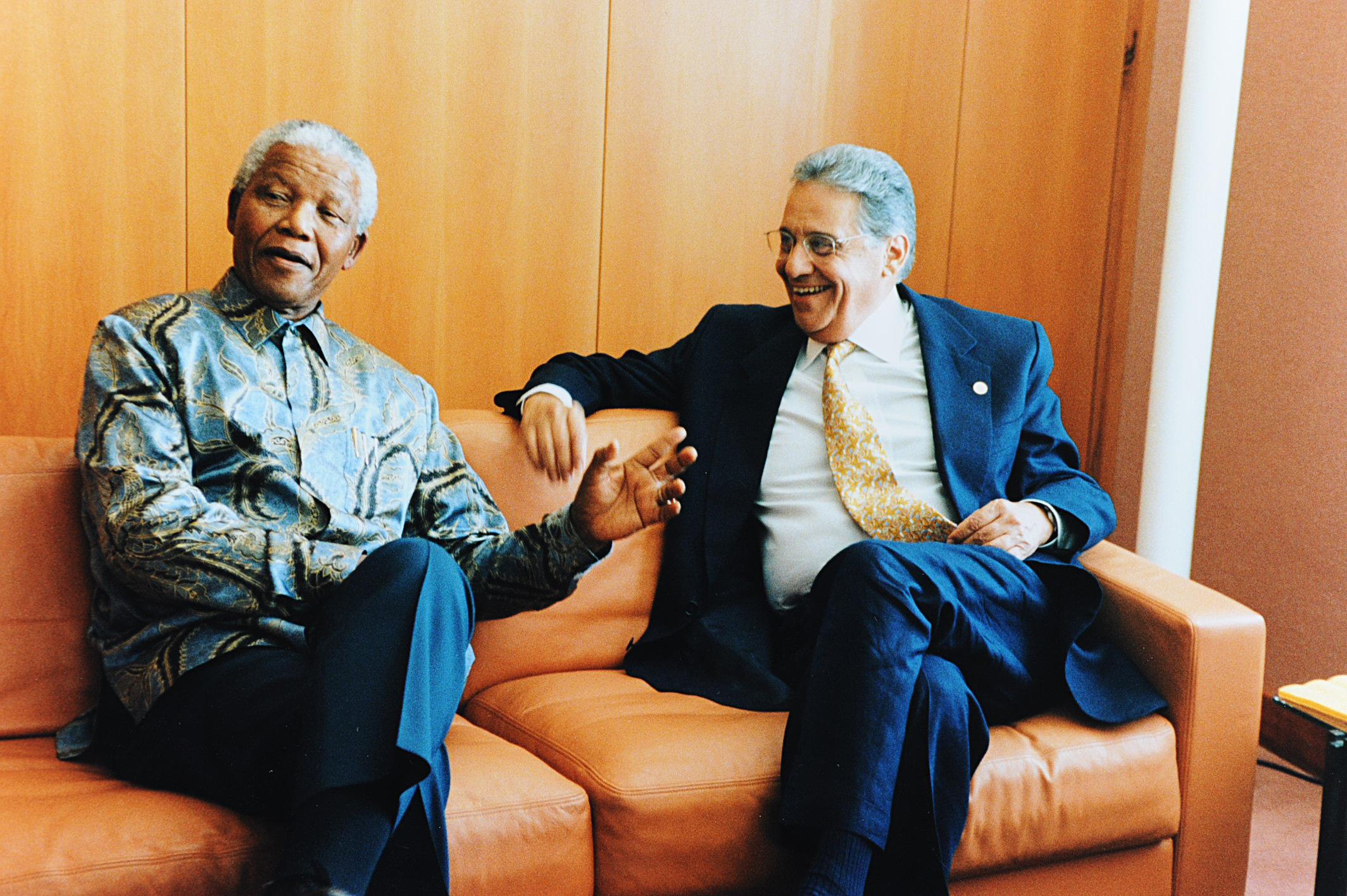
Fernando Henrique Cardoso ao lado de Nelson Mandela em maio de 1998

Ao longo do mandato presidencial tucano, o crescimento da economia brasileira foi de 2,3% ao ano. Ocorreram inúmeras privatizações que precederam a modernização de diversos setores antes controlados pelo Estado, como as telecomunicações. No governo FHC foi atingido o fim da hiperinflação (que, antes de seu governo, chegou a ter períodos com 6 000% ao ano), obtendo-se assim a estabilidade monetária. Houve a criação de programas sociais pioneiros, como o Bolsa-escola, o Auxílio-gás e o Bolsa-alimentação (posteriormente juntados em um só programa, o Bolsa Família, pelo Governo Lula), além do início da reforma do Estado, com a implantação, por exemplo, do Ministério da Defesa, da Advocacia-Geral da União (AGU) e da Controladoria Geral da União (CGU). A implantação da Lei de Responsabilidade Fiscal foi um marco na regulação do uso de verbas públicas em todos os níveis administrativos do país.

### Eleições de 2002 e retorno à oposição
Embora o candidato do PSDB, José Serra (SP), tenha sido derrotado no segundo turno da eleição presidencial de 2002 de 61,27% dos votos a 38,73%, o partido seguiu sendo considerado um dos protagonistas da política brasileira. Isso porque o PSDB obteve vitórias expressivas nas eleições gerais de 2002. Nos dois maiores estados da federação, São Paulo e Minas Gerais, os tucanos Geraldo Alckmin e Aécio Neves conquistaram o governo estadual. Marconi Perillo se reelegeu em Goiás, assim como se elegeram Simão Jatene no Pará, Lúcio Alcântara no Ceará, Ivo Cassol em Rondônia e Cássio Cunha Lima na Paraíba. Ao todo, foram 7 governadores tucanos. Para a Câmara dos Deputados, o PSDB elegeu 59 representantes, configurando a 4 maior bancada e conquistou a 4 maior bancada também no Senado Federal com 8 novos Senadores.

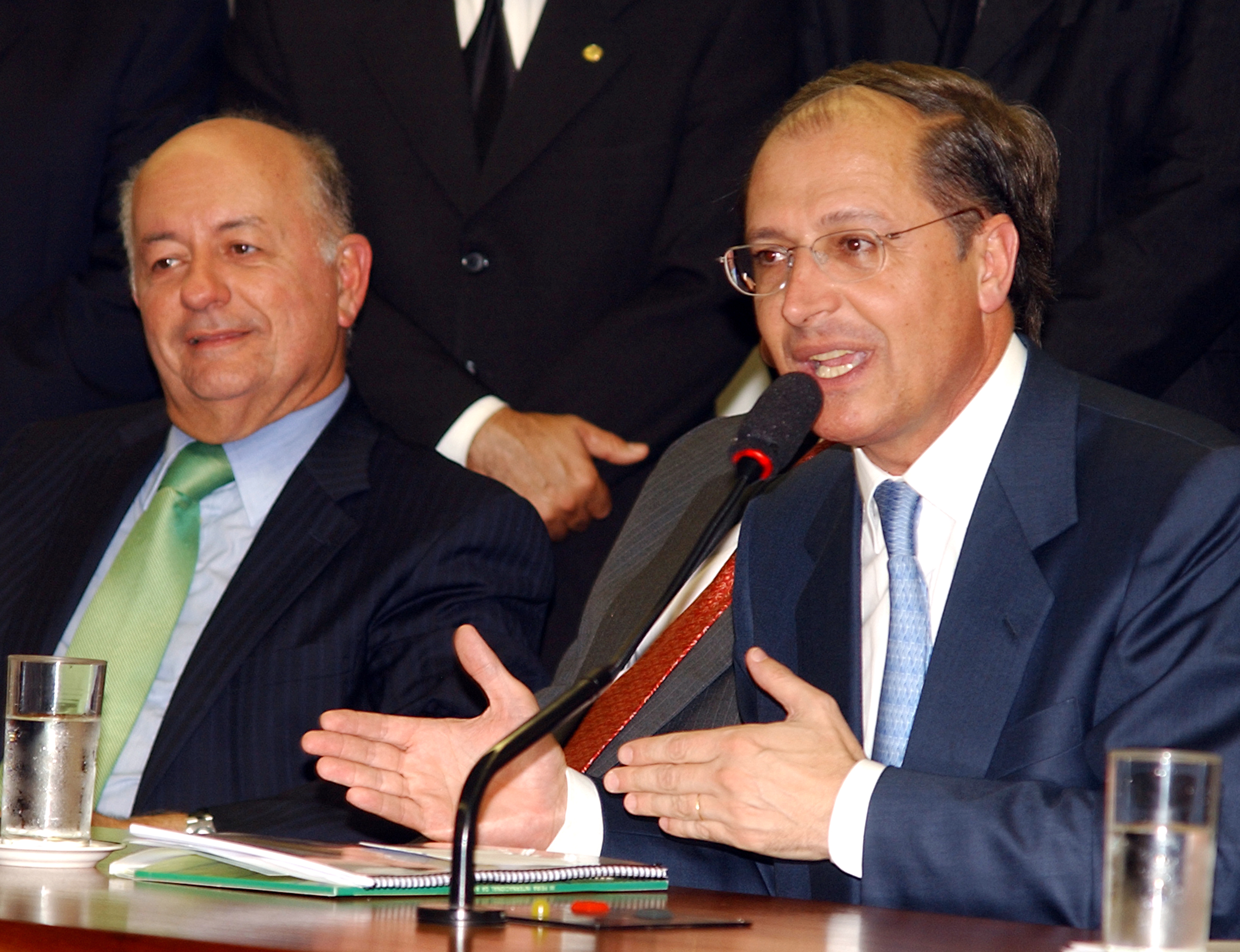
Geraldo Alckmin (PSDB-SP) e José Jorge (PFL-PE) durante a campanha presidencial de 2006

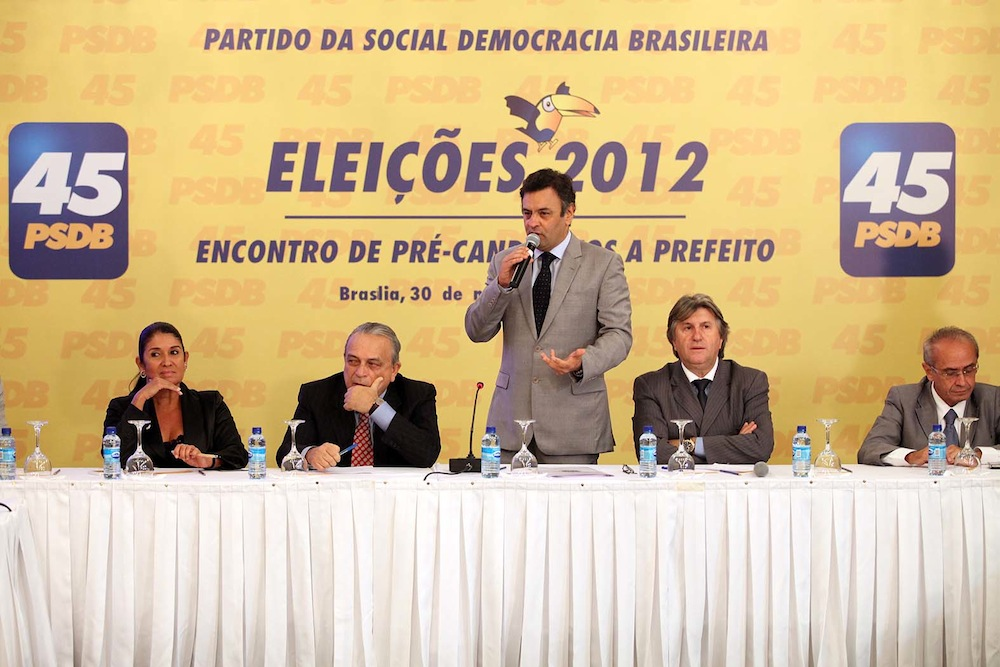
O senador Aécio Neves participou da abertura do Encontro de Pré-Candidatos a Prefeito do PSDB, em Brasília

Nas eleições presidenciais de 2006, o candidato do partido, Geraldo Alckmin, obteve 41,5% dos votos válidos no primeiro turno e foi para o segundo turno com o candidato do PT, Luiz Inácio Lula da Silva, quando este obteve 61% dos votos válidos, sendo reeleito. O ex-prefeito de São Paulo José Serra foi vencedor na disputa do governo do estado pelo partido já no primeiro turno, consolidando um domínio da legenda em São Paulo que completaria, ao fim de seu mandato, dezesseis anos de poder.
O candidato do PSDB na eleição presidencial de 2010 foi novamente José Serra. Ele perdeu no segundo turno para a candidata do PT Dilma Rousseff, Serra obteve quase 44% dos votos, enquanto Dilma obteve pouco mais de 56%.
Ainda em 2010, o partido teve cinco indicados pela Revista Época entre os cem brasileiros mais influentes do ano: Fernando Henrique Cardoso (ex-presidente da república), José Serra (ex-governador de São Paulo), Aécio Neves (ex-governador e senador eleito por Minas Gerais), Geraldo Alckmin (governador eleito de São Paulo) e Antonio Anastasia (governador de Minas Gerais).
Em 2011 o partido formou a terceira maior bancada na Câmara, com 53 deputados federais, e a terceira maior no Senado, com onze eleitos. O candidato Aloysio Nunes foi eleito Senador por São Paulo com onze milhões de votos.
Após a derrota do tucano José Serra na disputa para a prefeitura de São Paulo de 2012, o ex-presidente FHC defendeu que PSDB precisa de "um discurso convincente, afim com os problemas atuais do país" e de renovar os seus quadros. Ao lado do ex-senador Tasso Jereissati, o ex-presidente lançou a pré-candidatura do senador mineiro Aécio Neves à presidência.
Nas eleições municipais de 2012, o PSDB se manteve como o segundo maior partido municipal do Brasil, após o PMDB, com 701 prefeitos e 5146 vereadores. O partido elege prefeitos de quatro capitais (Teresina, Maceió, Manaus e Belém).
Como presidente do partido, Aécio Neves idealizou dois portais eletrônicos de interação e divulgação do partido com a sociedade. O "Conversa com brasileiros" foi lançado em Maio de 2013 como um portal de comunicação do PSDB que reúne depoimentos e opiniões de lideranças e filiados do partido sobre temas como custo de vida, educação, inflação, entre outros. Através do portal, a população também pode entrar em contato com os políticos do PSDB por meio de suas redes sociais ou por mensagens.
Já o Portal Social do Brasil foi lançado no dia 4 de Setembro de 2013. O site visa a construir uma nova agenda para o PSDB, com foco no debate das políticas sociais.

### Eleições de 2014 e oImpeachmentde Dilma Rousseff

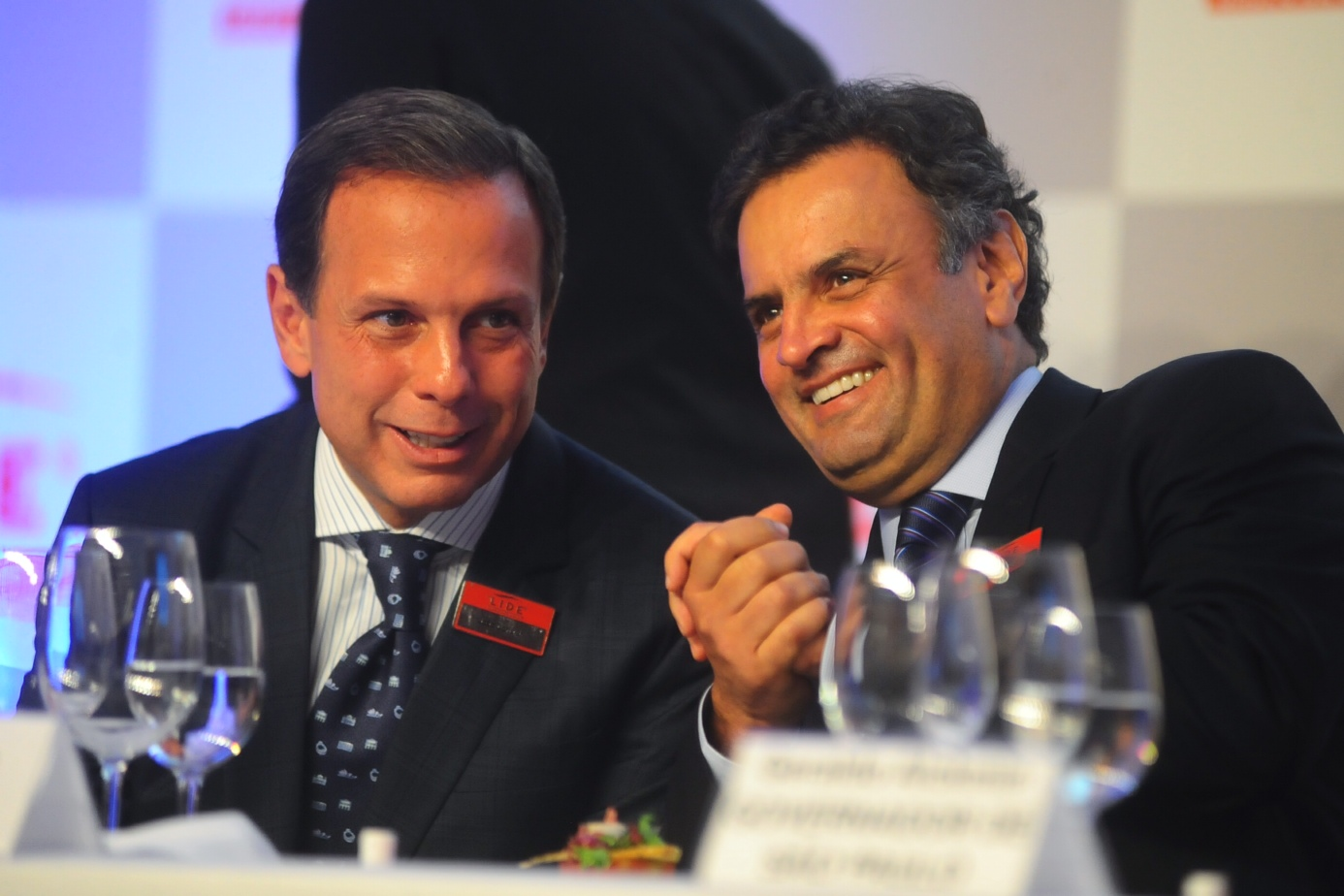
João Doria Júnior ao lado de Aécio Neves. Em 2001, Doria se filiou ao PSDB

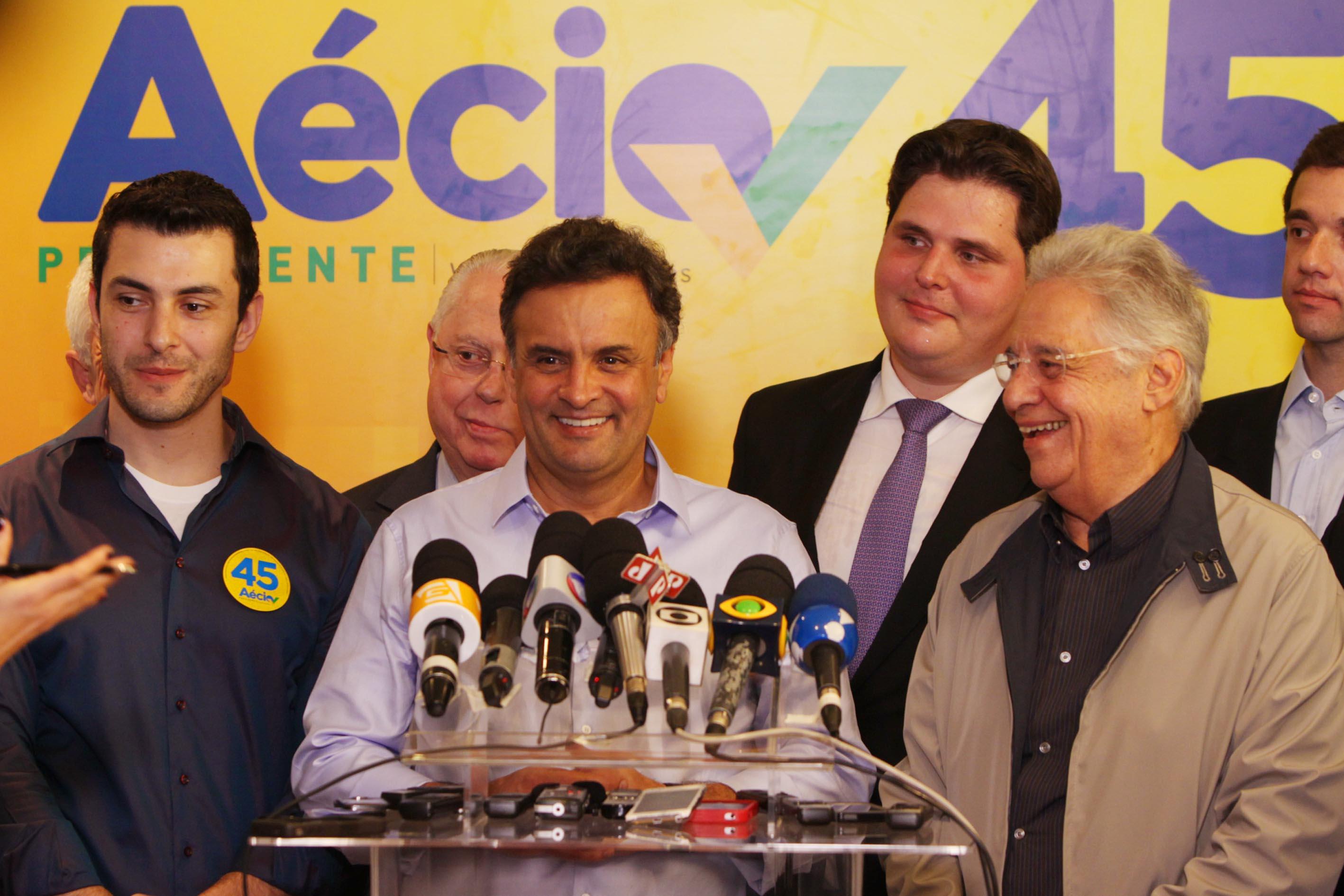
O candidato à Presidência da República, Aécio Neves, em São Paulo, durante coletiva à imprensa após reunião com a coordenação da campanha de São Paulo. Na foto 6, Aécio e o ex-presidente da República Fernando Henrique Cardoso na chegada ao comitê de campanha

Para as eleições de 2014, Aécio Neves foi escolhido como candidato à presidência pelo PSDB, em uma coligação com mais oito partidos. No dia 14 de junho de 2014, o PSDB oficializou Aécio Neves como candidato a presidente do Brasil e, no dia 30 de junho de 2014, anunciou o senador Aloysio Nunes como candidato a vice-presidente na chapa de Aécio Neves. O senador de Minas Gerais foi ao segundo turno com a ex-presidente, Dilma Rousseff, sendo a sexta vez seguida que o PSDB e o PT se enfrentam no segundo turno presidencial. Porém, Aécio ficou em segundo lugar, e Rousseff foi reeleita. No final de 2014, o PSDB entrou com um processo no Tribunal Superior Eleitoral (TSE) com pedido de cassação da chapa Dilma Rousseff e Michel Temer por supostas irregularidades na campanha eleitoral daquele ano. O PSDB protocolou o processo por entender que há irregularidades nas prestações de contas apresentadas por Dilma, que teria recebido recursos do esquema de corrupção investigado na Operação Lava Jato. Segundo entendimento do TSE, a prestação contábil da presidente e do vice-presidente é julgada em conjunto.

Desempenho do partido nas campanhas presidenciais representado pela cor azul no mapa. Entre 1994 e 2018, vigorou um sistema partidário entre PSDB e PT

Após a consumação do impeachment de Dilma, o PSDB passa a integrar o novo governo de Michel Temer, ocupando importantes ministérios. Nas eleições de 2018, Geraldo Alckmin foi novamente o candidato tucano à presidência, tendo como vice a senadora Ana Amélia Lemos, e amparado pela maior coligação de partidos do pleito, que reuniu nove legendas e lhe garantiu cerca de metade do tempo de TV destinado ao horário eleitoral. Devido a alta impopularidade de Temer, Alckmin tentou descolar a sua imagem do governo, e durante toda a campanha, evitou o rótulo de candidato governista. O presidente reagiu, e pelas redes sociais, divulgou vídeos listando os apoiadores de Alckmin que ocupavam cargos no governo. Apesar dos esforços, Alckmin acabou em 4º lugar na disputa, com cerca de 5 milhões de votos, a pior votação do PSDB desde a redemocratização do país.

### Eleição presidencial de 2018

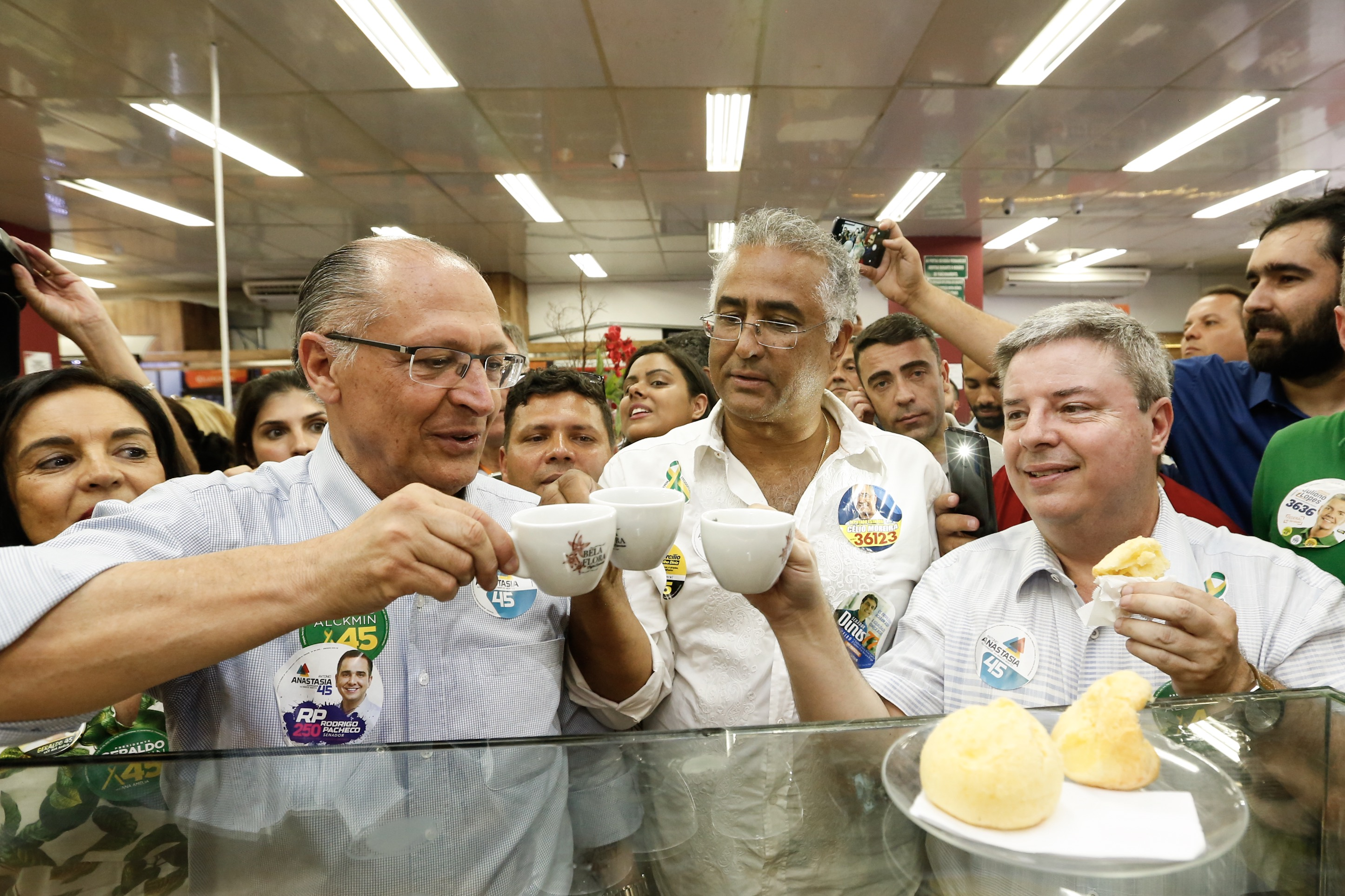
Geraldo Alckmin e Antonio Anastasia durante evento de campanha em 2018

Material de campanha de Geraldo Alckmin

A campanha de Geraldo Alckmin para a Eleição presidencial no Brasil em 2018 foi anunciada em 9 de dezembro de 2017, em uma convenção nacional do PSDB. Foi oficialmente nomeado em 4 de agosto de 2018, tendo a senadora Ana Amélia Lemos como vice. A campanha de Alckmin garantiu a coligação de oito partidos: DEM, PP, PR, PRB, SDD, PTB, PSD e PPS O programa de governo de Alckmin foi intitulado como "Diretrizes Gerais", este possui 43 propostas, sendo três com prazos determinados, como a de crescer 50 pontos em oito anos no Programa Internacional de Avaliação de Estudantes (Pisa). As outras duas são "garantir que todas as crianças estejam plenamente alfabetizadas até 2027" e "eliminar o déficit público em dois anos".
Nas eleições municipais de 2020, o partido reelegeu 4 prefeitos nas capitais entre eles Álvaro Dias em Natal, Cinthia Ribeiro em Palmas, Hildon Chaves em Porto Velho e Bruno Covas em São Paulo.
Durante o governo do presidente Jair Bolsonaro, o PSDB apresentou alinhamento de 87% com o mesmo nas votações da câmara (até abril de 2021).

### Eleição presidencial de 2022

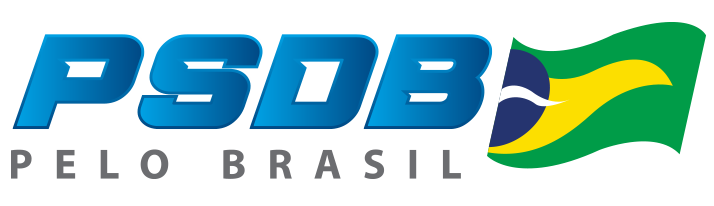
Logomarca usada de 2019 a 2023

Em 2021, o PSDB anunciou que faria uma prévia presidencial para anunciar o candidato presidencial do partido. Os candidatos principais foram João Doria, governador de São Paulo, e Eduardo Leite, governador do Rio Grande do Sul. João Doria foi o vencedor das prévias, porém renunciou sua candidatura presidencial devido à oposição interna. Após isso, o PSDB apoiou a candidatura de Simone Tebet á presidência naquele ano e anunciou Mara Gabrilli como vice na chapa. Sendo a primeira vez desde a redemocratização que o PSDB não lança candidato á presidência nas eleições.
No segundo turno das eleições, o partido declarou neutralidade perante a disputa entre Lula e Bolsonaro, liberando seus diretórios para apoiar cada candidato ou nenhum, com diversos tucanos históricos declarando seu apoio a Lula. Após a vitória do petista, Aloysio Nunes representou o partido no processo de transição.

## Cenário atual
Nas eleições de 2024, o partido não elegeu nenhum prefeito(a) para capital brasileira pela primeira vez desde 1988. No mesmo ano, o partido não conseguiu eleger nenhum vereador da cidade de São Paulo, pela primeira vez desde a primeira eleição que o partido participou.
Desde então, várias lideranças do partido começaram a defender uma fusão com outros partidos. Originalmente, foi negociada a fusão com o PSD e com o MDB. Todavia, ambos os partidos se opuseram a ideia de fusão e propuseram a incorporação do PSDB a cada um deles.
Em 21 de fevereiro de 2025, foi anunciado que o partido rejeitou a ideia de incorporação, mas estava em novas negociações com o Podemos e com o Solidariedade para uma possível fusão.
Em março de 2025, a governadora de Pernambuco, Raquel Lyra, trocou o PSDB pelo PSD. A sua desfiliação foi seguida por todos os prefeitos do estado que estavam filiados ao partido, deixando o PSDB sem representatividade em Pernambuco. 
Também em março, o partido Cidadania decidiu encerrar sua federação com o PSDB, terminando a união que foi fundada em 2022. O partido afirmou que a federação trouxe desvantagens ao Cidadania, como a perda de representatividade no Congresso e em várias câmaras municipais.  
Em 5 de junho de 2025, a 17.ª coletiva nacional do PSDB havia autorizado com 201 votos a favor do início do processo de fusão entre o PSDB e o Podemos. A reunião foi realizada no diretório nacional do partido em Brasília, e foram contabilizados ao todo 203 votos na coletiva. O presidente do partido Marconi Perillo iniciou então o processo de fusão do partido com o Podemos, e era esperado que o processo fosse concluído a tempo das eleições gerais no Brasil em 2026.
Embora os partidos estivessem desde o início de 2025 em negociações, as siglas desistiram da fusão ou incorporação devido à falta de acordo de qual sigla tomaria a frente do novo partido, e suspenderam as negociações por tempo indeterminado.
Conforme o dirigente do PSDB de Mato Grosso, devido à desistência de fusão  com o Podemos, o partido já abriu diálogo com o Republicanos e com o MDB.

## Ideologia

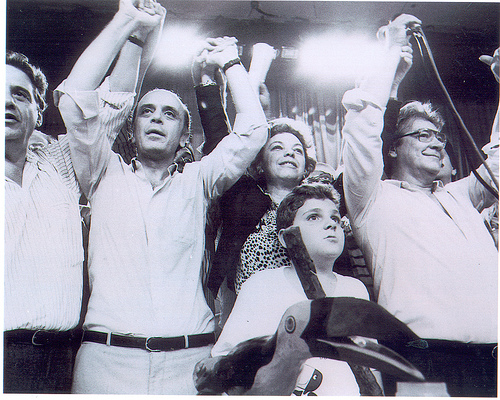
Fernando Henrique Cardoso, José Serra e Mario Covas durante evento do PSDB

Diversos críticos e intelectuais de esquerda, por considerarem que o partido em relação a determinados pontos adota posturas liberais, citam-no como sendo centrista, ou até mesmo de centro-direita. A terceira via de Anthony Giddens é também uma das ideologias assumidas pelo partido.

### Programa partidário
O PSDB foi criado originalmente com o objetivo de representar a social democracia no Brasil. Entre as principais propostas originais do partido, encontram-se o enxugamento da máquina pública, a instituição do parlamentarismo no plano político e uma economia de mercado regulada pelo Estado, com participação mais livre das empresas privadas e de investidores internacionais. Tem status de observador na Organização Democrata Cristã da América (ODCA).
Em documento elaborado em 1990, o presidente de honra do partido discorre sobre a social democracia. Os pontos principais do programa do PSDB são:
1. Defesa intransigente da democracia
2. Descentralização política e administrativa
3. Estado a serviço do povo e não de grupos privilegiados
4. Crescimento econômico sustentável com distribuição de renda e educação de qualidade para todos
5. Reforma política que fortaleça os partidos e aproxime o parlamentar de seus eleitores.

## Organização

### Mandatos Atuais
| Governador Atual (1) | Governador Atual (1) | Governador Atual (1) |
| UF | Governador           | Imagem               |
| --- | -------------------- | -------------------- |
| MS | Eduardo Riedel       |                      |
| Obs: A governadora de Pernambuco, Raquel Lyra, eleita em 2022 pelo PSDB, deixou o partido em março de 2025. O governador do Rio Grande do Sul, Eduardo Leite, eleito em 2018 e reeleito em 2022, também deixou a sigla em maio de 2025. |                      |                      |

| Senadores Atuais (3) | Senadores Atuais (3) | Senadores Atuais (3) |
| UF | Senadores            | Imagem               |
| --- | -------------------- | -------------------- |
| AM | Plínio Valério       |                      |
| RN | Styvenson Valentim   |                      |
| PR | Oriovisto Guimarães  |                      |
| Obs: A Senadora Mara Gabrilli (PSDB-SP) eleita em 2018 pelo PSDB deixou o partido em janeiro de 2023, O Senador Alessandro Vieira (PSDB-SE) eleito em 2018 pelo partido, deixou o mesmo em junho de 2023, e o Senador Izalci Lucas (PSDB-DF), eleito em 2018 pelo partido deixou mesmo em março de 2024. |                      |                      |

| Deputados Federais Atuais (14)                                                                                                   | Deputados Federais Atuais (14) | Deputados Federais Atuais (14) | Deputados Federais Atuais (14)                                                       |
| UF | Deputado (a)                   | Imagem                         | Notas                                                                                |
| --- | ------------------------------ | ------------------------------ | ------------------------------------------------------------------------------------ |
| BA | Adolfo Viana³                  |                                |                                                                                      |
| GO | Lêda Borges                    |                                |                                                                                      |
| MG | Aécio Neves⁵                   |                                |                                                                                      |
| MG | Paulo Abi-Ackel⁴               |                                |                                                                                      |
| MS | Beto Pereira                   |                                |                                                                                      |
| MS | Dagoberto Nogueira Filho       |                                |                                                                                      |
| MS | Geraldo Resende                |                                |                                                                                      |
| PR | Beto Richa                     |                                |                                                                                      |
| RS | Daniel Trzeciak                |                                |                                                                                      |
| RS | Lucas Redecker                 |                                |                                                                                      |
| SC | Geovania de Sá                 |                                | Suplente da Deputada Carmen Zanotto eleita pelo Cidadania, partido federado ao PSDB. |
| SP | Paulo Alexandre Barbosa        |                                |                                                                                      |
| SP | Vítor Lippi                    |                                |                                                                                      |
| Obs: Em 2022 o partido elegeu 13 Deputados Federais. Os números a partir de (2) indicam o número de mandatos exercidos no cargo. |                                |                                |                                                                                      |

| Deputados Estaduais atuais (48) | Deputados Estaduais atuais (48) | Deputados Estaduais atuais (48) | Deputados Estaduais atuais (48) | Deputados Estaduais atuais (48) | Deputados Estaduais atuais (48) | Deputados Estaduais atuais (48) | Deputados Estaduais atuais (48) |
| UF                              | Deputado (a)                    | UF                              | Deputado (a)                    | UF                              | Deputado (a)                    | UF                              | Deputado (a)                    |
| ------------------------------- | ------------------------------- | ------------------------------- | ------------------------------- | ------------------------------- | ------------------------------- | ------------------------------- | ------------------------------- |
| BA                              | Tiago Correia                   | MG                              | Leonídio Bouças                 | RN                              | Nelter Queiroz                  | SP                              | Mauro Bragato                   |
| BA                              | Jordavio Ramos                  | MG                              | Maria Clara Marra               | RN                              | Ubaldo Fernandes                | SP                              | Maria Lúcia Amary               |
| BA                              | Paulo Câmara                    | PA                              | Ana Cunha                       | RS                              | Pedro Pereira                   | SP                              | Ortiz Junior                    |
| CE                              | Emilia Pessoa                   | PA                              | Erick Monteiro                  | RS                              | Neri, o Carteiro                | TO                              | Eduardo Mantoan                 |
| ES                              | Mazinho dos Anjos               | PB                              | Camila Toscano                  | RS                              | Kaká D'avila                    | TO                              | Professor Junior Geo            |
| ES                              | Vandinho Leite                  | PB                              | Fabio Ramalho                   | RS                              | Delegada Nadine                 |                                 |                                 |
| GO                              | Gustavo Sebba                   | RS                              | Professor Bonatto               | SC                              | Marcos Vieira                   |                                 |                                 |
| MT                              | Carlos Avalone                  | PE                              | Álvaro Porto                    | SC                              | Vicente Caropreso               |                                 |                                 |
| MS                              | Caravina                        | PE                              | Izaías Régis                    | SP                              | Bruna Furlan                    |                                 |                                 |
| MS                              | Jamilson Name                   | PE                              | Débora Almeida                  | SP                              | Carla Morando                   |                                 |                                 |
| MS                              | Lia Nogueira                    | RN                              | Dr. Bernardo                    | SP                              | Rogério Nogueira                |                                 |                                 |
| MS                              | Mara Caseiro                    | RN                              | Ezequiel Ferreira               | SP                              | Carlão Pignatari                |                                 |                                 |
| MS                              | Paulo Corrêa                    | RN                              | Galeno Torquato                 | SP                              | Analice Fernandes               |                                 |                                 |
| MS                              | Zé Teixeira                     | RN                              | Kleber Rodrigues                | SP                              | Barros Munhoz                   |                                 |                                 |

## Número de Filiados

### Crescimento Anual
| Data      | Filiados  | Crescimento | Crescimento |
| --------- | --------- | ----------- | ----------- |
| Dez./2006 | 1.097.735 | -           | -           |
| Dez./2007 | 1.999.880 | 102.145     | +9,3%       |
| Dez./2008 | 1.189.372 | 10.508      | -0,8%       |
| Dez./2009 | 1.111.498 | 77.874      | -7%         |
| Dez./2010 | 1.315.208 | 203.710     | +18%        |
| Dez./2011 | 1.370.964 | 55.756      | +4,2%       |
| Dez./2012 | 1.355.877 | 15.087      | -1,1%       |
| Dez./2013 | 1.351.188 | 4.689       | -0,3%       |
| Dez./2014 | 1.348.833 | 2.355       | -0,1%       |
| Dez./2015 | 1.409.515 | 60.682      | +4,4%       |
| Dez./2016 | 1.446.311 | 36.796      | +2,6%       |
| Dez./2017 | 1.456.260 | 9.949       | +0,6%       |
| Dez./2018 | 1.459.663 | 3.403       | +0,2%       |
| Dez./2019 | 1.366.072 | 93.591      | -6,8%       |
| Dez./2020 | 1.375.122 | 9.050       | +0,6%       |
| Dez./2021 | 1.354.569 | 20.553      | -1,4%       |
| Dez./2022 | 1.327.137 | 27.432      | -2%         |
| Dez./2023 | 1.301.861 | 25.276      | -1,9%       |
| Dez./2024 | 1.297.724 | 4.137       | -0,31%      |

### Composição
O partido a nível nacional, é composto por uma executiva, formada pelo presidente, secretário-geral, vices-presidentes e secretários, e um diretório nacional de 227 membros. A nível estadual, é formado por diretórios estaduais, que possuem presidente e secretário-geral.

### Plataforma de projetos
O Portal Social do Brasil é um portal com os projetos e práticas sociais desenvolvidos pelo PSDB. O Portal foi lançado em setembro de 2013. O projeto foi idealizado pelo senador Aécio Neves, presidente do PSDB e pelo Instituto Teotônio Vilela, organização de estudos e formação política do partido.
O Portal contém informações de 81 projetos sociais nas áreas de juventude, infância, educação, saúde, pobreza, assistência social, emprego, habitação, segurança alimentar, prevenção e combate às drogas, mulheres, idosos e pessoas com deficiência implantados pelos governos estaduais e prefeituras administrados pelo PSDB.
O Portal permite que profissionais da área social, prefeitos e a população façam consultas sobre a execução e andamento dos projetos. Através do Portal é possível agendar uma visita para conhecer os projetos e enviar comentários, dúvidas ou sugestões.

### Identidade visual
Os filiados ao PSDB são conhecidos como "tucanos", pois o partido adotou essa ave como símbolo. Isto se deu em uma das reuniões preparatórias da formação do PSDB, em Brasília, em abril de 1988, quando a representação de Minas Gerais propôs que houvesse um símbolo para simplificar a identificação do partido e para facilitar sua comunicação com a população, sugerindo, então, um tucano. Após a discussão, a proposta foi aprovada, pela evidência das razões apresentadas. A figura do tucano tem três importantes significações:
1. O tucano de peito amarelo lembra a cor da campanha Diretas Já, movimento de que participaram vários de seus fundadores;
2. O tucano é um dos símbolos do movimento ecológico e da defesa do meio ambiente, em voga nas décadas de 1980 e 1990, o que renderia, ao partido, uma boa imagem (de modernidade e ligação com temas importantes contemporâneos) frente à opinião pública;
3. Trata-se de uma ave "brasileira", característica importante para indicar a preocupação do partido com a realidade nacional, ou seja, a de que o partido não entende a social-democracia como uma "fórmula" pronta para ser aplicada no Brasil, um país com realidades distintas dos países da Europa, o berço da ideologia social-democrata. Neste sentido, o tucano procuraria representar o entendimento de que é preciso formar um programa social-democrático que se encaixe e atenda às realidades do Brasil.

Após a derrota do PSDB em 2018, esforços para o rebranding do partido foram feitos, esforços que atingiram inclusive a tradicional logomarca do tucano. O novo símbolo do PSDB não apresenta mais um tucano, e sim a bandeira nacional além do slogan ''Pelo Brasil''. Foi também suscitada a possibilidade de mudança de nome do partido.

### Juventude PSDB (JPSDB)

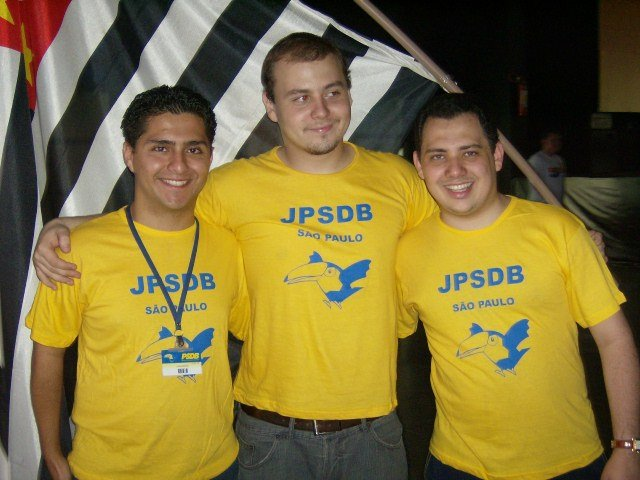
Jovens paulistas da Juventude do PSDB

A JPSDB é um movimento político interno do Partido da Social Democracia Brasileira, que surgiu junto o próprio PSDB, em 25 de junho de 1988. O movimento cresceu com a campanha de Mário Covas para Presidente do Brasil, em 1989. A JPSDB é o secretariado da juventude do PSDB. Está organizado em todos os estados brasileiros e em mais de 1 000 municípios do país.
Os presidentes recentes do JPSDB foram:
- 1996-1999: Sandro Resende (JPSDB-GO)[125]
- 1999-2001: Eduardo Saron (JPSDB-SP)[125]
- 2001-2003: Adolpho Konder (JPSDB-RJ)[125]
- 2003-2005: Bruno Galan (JPSDB-TO)[125]
- 2005–2007: Kamyla Castro (JPSDB-CE)[126]
- 2007–2011: Bruno Covas (JPSDB-SP)[126]
- 2011–2013: Marcelo Richa (JPSDB-PR)[127]
- 2013–2015: Olyntho Neto (JPSDB-TO)[128]
- 2015–2017: Henrique Palermo do Vale (JPSDB-PR)[129]
- 2017: André Morais (JPSDB-AM)[130]
- 2017–2019: Marcos Saraiva (JPSDB-SP)[131]
- 2019–presente: Julia Jereissati (JPSDB-CE)[132]

No XI Congresso foi eleito como presidente o Deputado Estadual (PSDB/SP) Bruno Covas, tendo como Vice Presidente o jovem Leonardo Felipe (JPSDB-GO). Em 2011, a JPSDB elegeu para a presidência o jovem Marcello Richa (PSDB-PR), filho do então governador do Paraná, Beto Richa. Em 2013, após a disputa entre o prefeito de Pelotas-RS, Eduardo Leite e o militante capixaba Wesley Goggi a convenção da juventude tucana foi adiada, no novo pleito foi eleito o jovem Olyntho Neto (PSDB-TO), derrotando Raffiê Dellon (PSDB-PE) por apenas 1 voto. Em 2015, a juventude teve seu estatuto renovado e assumiu uma comissão provisória, liderada pelo paranaense Henrique Vale, ligado ao grupo do governador Beto Richa, mas que foi afastado em 2017 e sucedido por André Morais, do Amazonas, que buscou a reeleição, sendo derrotado pelo candidato de Geraldo Alckmin, Marcos Saraiva (PSDB-SP) em uma polêmica eleição. Na última convenção tucana, a jovem Júlia Jereissati, sobrinha do senador Tasso Jereissati, se tornou presidente da Juventude do PSDB, derrotando o mineiro Jorge Cançado, ligado a Aécio Neves. Com o advento da pandemia de Covid-19, o PSDB adiou sua convenção de 2021, já em 2023, a convenção foi adiada para novembro, dando a Júlia 4 anos e meio na presidência do segmento, se tornando a mais longeva da história.

### TucanAFRO

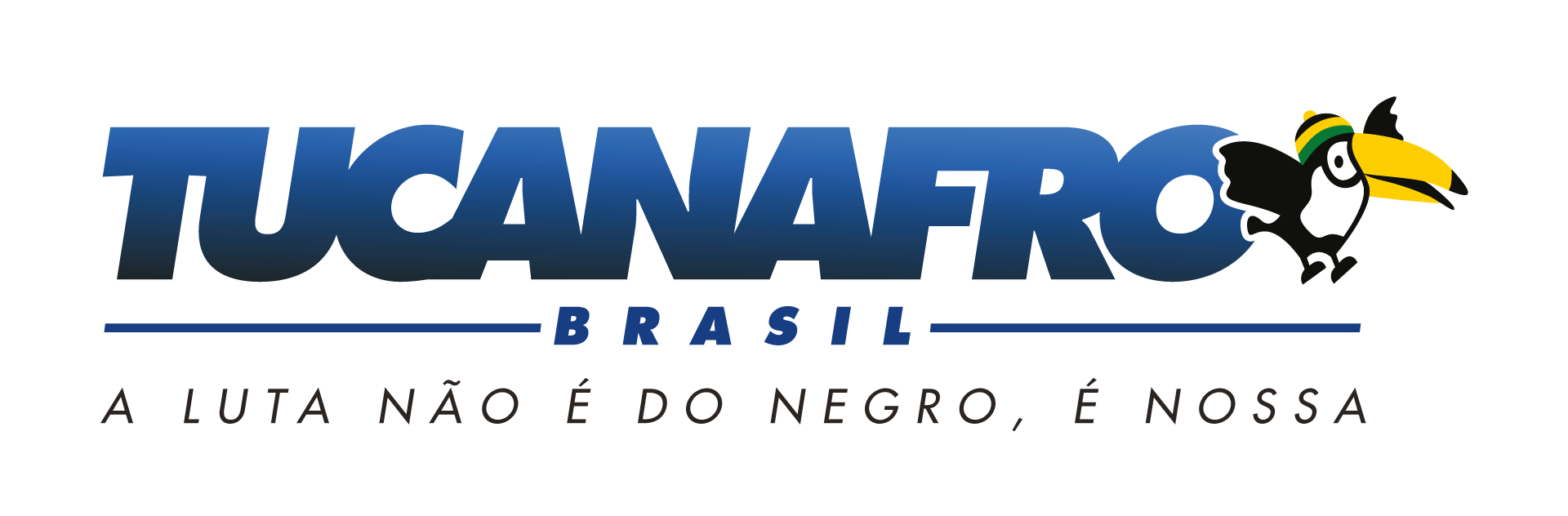
Logomarca TucanAFRO

Além da juventude partidária, o PSDB possui o secretariado Tucanafro, que representa a causa negra do partido, presidido por Juvenal Araújo. Foi fundado em 2013. Tem por objetivo, debater sobre questões de povos afro-descendentes no Brasil dentro do partido.

### PSDB Diversidade
Fundado em 24 de Junho de 2006, esse secretariado discute sobre as causas LGBT no Brasil. Seu presidente, é Marcos Antonio Fernandes. Oficialmente, o PSDB tem os seguintes objetivos a respeito da comunidade LGBT:
- Reconhecer que a diversidade sexual é inerente à condição humana e, portanto, os direitos devem ser garantidos independentemente da orientação sexual ou da identidade de gênero.
- Reconhecer que a diversidade sexual é compreendida de maneiras diferentes, no atual contexto brasileiro e mundial, e que, por conta disso, o Estado deve atuar em prol da defesa e garantia desses direitos nos três poderes (Executivo, Legislativo e Judiciário).
- Cabe ao Estado salvaguardar as condições necessárias para que a diversidade esteja contemplada e seja respeitada em todas suas esferas e áreas de atuação.
- A diversidade deve estar no DNA do poder público (em seus equipamentos, instituições, no quadro funcional, na política de recursos humanos, etc.), através da institucionalização, permanência e legalização de espaços voltados à construção das políticas públicas para essa população.
- As manifestações da sociedade civil organizada são importantes para a consolidação da democracia. Nesse sentido, é fundamental que o Estad garanta e promova espaços de interlocução com a sociedade civil e incentive a autonomia das organizações de luta pelos direitos.
- Fiel a seu compromisso com a construção de uma sociedade mais justa e solidária, o partido deve pautar e inserir nos planos de governo dos candidatos majoritários propostas para a diversidade sexual.
- É compromisso do PSDB buscar, no Legislativo, o empenho de seus representantes na luta pela igualdade e equidade de direitos para a diversidade sexual.
- Ampliar a discussão e difundir o conhecimento acerca da diversidade sexual através de seminários, encontros, palestras com lideranças e militantes do partido.
- Incentivar e garantir representantes dessa comunidade ou aliados nos pleitos eleitorais.[135]

### PSDB Mulher

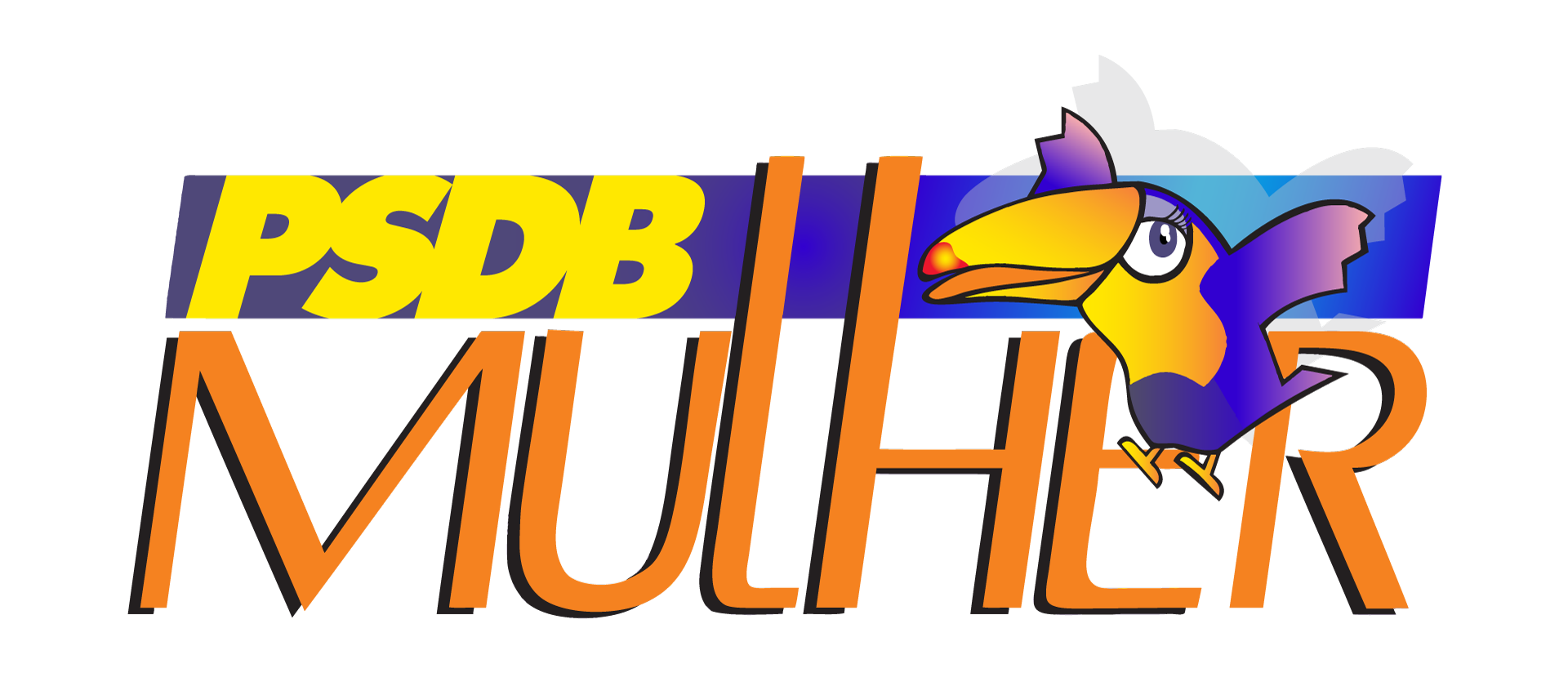
Logomarca do PSDB Mulher

É um dos mais antigos segmentos do partido, fundado em 1999, na V Convenção Nacional. Tem como objetivo, debater as causas de pessoas do sexo feminino dentro do partido. Sua presidente de honra, é Solange Jurema (PSDB-AL), mas a atual presidente, é Cinthia Ribeiro.

### PSDB Sindical
Fundado em 20 de Agosto de 2011, em Minas Gerais, esse segmento tem como objetivo, trazer representação sindical pro partido. Ele hoje é presidido pelo partidário paulista, Ramalho da Construção. Hoje, conta com representatividade em 21 estados.

### PSDB Esquerda Pra Valer

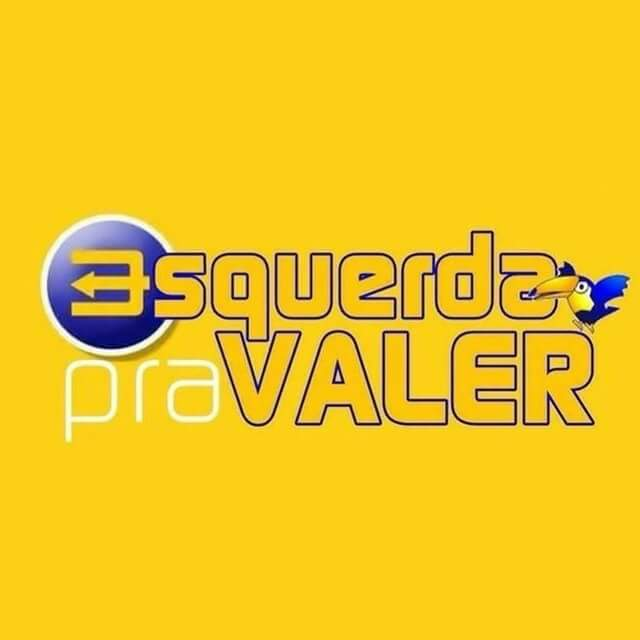
Logo do PSDB Esquerda Pra Valer (EPV)

Em 2004, foi criado o PSDB Esquerda Pra Valer (EPV), grupo representante da ala esquerda do partido e defensor dos valores históricos do PSDB, como a social-democracia e o parlamentarismo, além de pautas como a descriminalização da maconha, o direito ao aborto, o transporte público gratuito, a taxação de grandes fortunas e o voto facultativo.

### Presidentes Nacionais
O presidente é eleito para um mandato de 2 anos. Fernando Henrique Cardoso, recebeu o título de "presidente de honra" simbolicamente. A primeira Comissão Provisória consistiu em um revezamento entre Franco Montoro, Fernando Henrique Cardoso, Mário Covas, José Richa e Pimenta da Veiga.
O atual presidente do partido é o Marconi Perillo, ex-governador de Goiás, que assumiu a presidência em convenção nacional realizada em 30 de novembro de 2023 em Brasília para um mandato de dois anos.
| Foto | Nome                  | Mandato                 | Mandato                 |
| Foto | Nome                  | Início                  | Fim                     |
| ---- | --------------------- | ----------------------- | ----------------------- |
|      | Comissão Provisória   | 1988                    | 1989                    |
|      | Franco Montoro        | 1989                    | 1991                    |
|      | Tasso Jereissati      | 1991                    | 1994                    |
|      | Pimenta da Veiga      | 1994                    | 1995                    |
|      | Artur da Távola       | 1995                    | 1996                    |
|      | Teotônio Vilela Filho | 1996                    | 2001                    |
|      | José Aníbal           | 2001                    | 2003                    |
|      | José Serra            | 2003                    | 2005                    |
|      | Eduardo Azeredo       | Janeiro de 2005         | Outubro de 2005         |
|      | José Serra            | Outubro de 2005         | Novembro de 2005        |
|      | Tasso Jereissati      | Novembro de 2005        | 2007                    |
|      | Sérgio Guerra         | 23 de Novembro de 2007  | 18 de Maio de 2013      |
|      | Aécio Neves           | 18 de Maio de 2013      | 9 de Dezembro de 2017   |
|      | Geraldo Alckmin       | 9 de Dezembro de 2017   | 31 de Maio de 2019      |
|      | Bruno Araújo          | 31 de Maio de 2019      | 1º de fevereiro de 2023 |
|      | Eduardo Leite         | 1º de fevereiro de 2023 | 30 de novembro de 2023  |
|      | Marconi Perillo       | 30 de novembro de 2023  | atualidade              |

## Desempenho eleitoral
| Legislatura      | Bancada  | %     | ±       |
| ---------------- | -------- | ----- | ------- |
| 49.ª (1991–1995) | 38 / 513 | 7,41  | Estável |
| 50.ª (1995–1999) | 63 / 513 | 12,28 | 25      |
| 51.ª (1999–2003) | 99 / 513 | 19,30 | 36      |
| 52.ª (2003–2007) | 70 / 513 | 13,64 | 29      |
| 53.ª (2007–2011) | 66 / 513 | 12,86 | 4       |
| 54.ª (2011–2015) | 53 / 513 | 10,33 | 13      |
| 55.ª (2015–2019) | 54 / 513 | 10,56 | 1       |
| 56.ª (2019–2023) | 29 / 513 | 5,56  | 25      |
| 57.ª (2023–2027) | 13 / 513 | 2,54  | 16      |

| Legislatura      | Bancada | %     | ±       |
| ---------------- | ------- | ----- | ------- |
| 49.ª (1991–1995) | 11 / 81 |       | Estável |
| 50.ª (1995–1999) | 14 / 81 | 17,28 | 3       |
| 51.ª (1999–2003) | 13 / 81 | 16,05 | 1       |
| 52.ª (2003–2007) | 13 / 81 | 16,05 | Estável |
| 53.ª (2007–2011) | 15 / 81 | 18,52 | 2       |
| 54.ª (2011–2015) | 12 / 81 | 14,81 | 3       |
| 55.ª (2015–2019) | 12 / 81 | 14,81 | Estável |
| 56.ª (2019–2023) | 8 / 81  | 9,87  | 4       |
| 57.ª (2023–2027) | 4 / 81  | 1,37  | 4       |

### Eleições estaduais
| Participação e desempenho do PSDB nas eleições estaduais de 2022 |                                         |                                        | | | |
| Candidatos majoritários eleitos (11 governadores e 6 senadores). Em negrito estão os candidatos filiados ao PSDB durante a eleição. Os cargos obtidos na Câmara Federal e nas Assembleias Legislativas são referentes às coligações proporcionais que o PSDB compôs. Tais coligações não são necessariamente iguais às coligações majoritárias e geralmente são menores. Não estão listados os futuros suplentes empossados. \| UF \| Candidatos(as) a Governador(a) e a Vice \| Candidatos(as) a Senadores(as) \| Coligação majoritária (governo e senado) \| Deputados(as) federais eleitos(as) \| Deputados(as) estaduais eleitos(as) \| \| -- \| --------------------------------------- \| -------------------------------------- \| ---------------------------------------------------------------------------------------------------------------------------- \| ---------------------------------------------------------------------------------------------------------------------------------- \| ------------------------------------------------------------------------------------------------------------------------------------------------------------------------------------------------------------------------------------------------------------------------- \| \| AC \| Gladson Cameli (PP) \| Ney Amorim (PODE) \| Fed. PSDB Cidadania / PP / PODE / Solidariedade / Patriota / DC / PMN / PMB \| 3 PP \| Luiz Gonzaga (PSDB) 3 PP, 2 PODE \| \| AC \| Mailza Gomes (PP) \| Ney Amorim (PODE) \| Fed. PSDB Cidadania / PP / PODE / Solidariedade / Patriota / DC / PMN / PMB \| 3 PP \| Luiz Gonzaga (PSDB) 3 PP, 2 PODE \| \| AL \| Rodrigo Cunha (UNIÃO) \| Davi Davino Filho (PP) \| Fed. PSDB Cidadania / UNIÃO / PP / PSB / PODE \| 4 PP, 1 UNIÃO \| 4 PP, 3 UNIÃO \| \| AL \| Jó Pereira (PSDB) \| Davi Davino Filho (PP) \| Fed. PSDB Cidadania / UNIÃO / PP / PSB / PODE \| 4 PP, 1 UNIÃO \| 4 PP, 3 UNIÃO \| \| AM \| Amazonino Mendes (Cidadania) \| Arthur Virgílio Neto (PSDB) \| Fed. PSDB Cidadania \| 1 Cidadania \| 1 Cidadania \| \| AM \| Beto Michiles (PSDB) \| Arthur Virgílio Neto (PSDB) \| Fed. PSDB Cidadania \| 1 Cidadania \| 1 Cidadania \| \| AP \| Clécio Luís (Solidariedade) \| Davi Alcolumbre (UNIÃO) \| Fed. PSDB Cidadania / Solidariedade / PDT / UNIÃO / PL / PP / Republicanos \| 3 PDT, 3 PL \| 3 PDT, 3 UNIÃO, 2 PL, 2 Solidariedade, 1 Cidadania, 1 PP, 1 Republicanos \| \| AP \| Teles Jr. (PDT) \| Davi Alcolumbre (UNIÃO) \| Fed. PSDB Cidadania / Solidariedade / PDT / UNIÃO / PL / PP / Republicanos \| 3 PDT, 3 PL \| 3 PDT, 3 UNIÃO, 2 PL, 2 Solidariedade, 1 Cidadania, 1 PP, 1 Republicanos \| \| BA \| ACM Neto (UNIÃO) \| Cacá Leão (PP) \| Fed. PSDB Cidadania / UNIÃO / Republicanos / PP / PDT / PSC / PTB / PODE / Solidariedade / PRTB / PMN / DC \| Adolfo Viana (PSDB) 6 UNIÃO, 4 PP, 3 Republicanos, 2 PDT, 1 PODE \| Jordavio Ramos (PSDB) Pablo Roberto (PSDB) Tiago Correia (PSDB) 12 UNIÃO, 4 PP, 3 Republicanos \| \| BA \| Ana Coelho (Republicanos) \| Cacá Leão (PP) \| Fed. PSDB Cidadania / UNIÃO / Republicanos / PP / PDT / PSC / PTB / PODE / Solidariedade / PRTB / PMN / DC \| Adolfo Viana (PSDB) 6 UNIÃO, 4 PP, 3 Republicanos, 2 PDT, 1 PODE \| Jordavio Ramos (PSDB) Pablo Roberto (PSDB) Tiago Correia (PSDB) 12 UNIÃO, 4 PP, 3 Republicanos \| \| CE \| ninguém \| ninguém \| Fed. PSDB Cidadania \| ninguém \| Emília Pessoa (PSDB) 1 Cidadania \| \| DF \| Izalci Lucas (PSDB) \| ninguém \| Fed. PSDB Cidadania / PRTB \| ninguém \| 1 Cidadania \| \| DF \| Beth Cupertino (PRTB) \| ninguém \| Fed. PSDB Cidadania / PRTB \| ninguém \| 1 Cidadania \| \| ES \| Renato Casagrande (PSB) \| Rose de Freitas (MDB) \| Fed. PSDB Cidadania / PSB / MDB / FE Brasil (PT/PCdoB/PV) / PP / PODE / PDT / PROS \| 2 PDT, 2 PP, 2 PT, 1 PSB \| Mazinho dos Anjos (PSDB) Vandinho Leite (PSDB) 3 PODE, 3 PSB, 2 PDT, 2 PP, 2 PT, 1 Cidadania \| \| ES \| Ricardo Ferraço (PSDB) \| Rose de Freitas (MDB) \| Fed. PSDB Cidadania / PSB / MDB / FE Brasil (PT/PCdoB/PV) / PP / PODE / PDT / PROS \| 2 PDT, 2 PP, 2 PT, 1 PSB \| Mazinho dos Anjos (PSDB) Vandinho Leite (PSDB) 3 PODE, 3 PSB, 2 PDT, 2 PP, 2 PT, 1 Cidadania \| \| GO \| ninguém \| Marconi Perillo (PSDB) \| Fed. PSDB Cidadania \| Leda Borges (PSDB) \| Dr. José Machado (PSDB) Gustavo Sebba (PSDB) \| \| MA \| Carlos Brandão (PSB) \| Flávio Dino (PSB) \| Fed. PSDB Cidadania / PSB / FE Brasil (PT/PCdoB/PV) / MDB / PP / Patriota / PODE \| 1 PCdoB, 1 MDB, 1 Patriota, 1 PODE, 1 PP, 1 PSB, 1 PT \| 11 PSB, 5 PCdoB, 4 PP, 3 Patriota, 2 MDB, 2 PODE \| \| MA \| Felipe Camarão (PT) \| Flávio Dino (PSB) \| Fed. PSDB Cidadania / PSB / FE Brasil (PT/PCdoB/PV) / MDB / PP / Patriota / PODE \| 1 PCdoB, 1 MDB, 1 Patriota, 1 PODE, 1 PP, 1 PSB, 1 PT \| 11 PSB, 5 PCdoB, 4 PP, 3 Patriota, 2 MDB, 2 PODE \| \| MG \| Marcus Pestana (PSDB) \| Bruno Miranda (PDT) \| Fed. PSDB Cidadania / PDT \| Aécio Neves (PSDB) Paulo Abi-Ackel (PSDB) 2 PDT \| Leonídio Bouças (PSDB) 3 Cidadania, 2 PDT \| \| MG \| Paulo Brant (PSDB) \| Bruno Miranda (PDT) \| Fed. PSDB Cidadania / PDT \| Aécio Neves (PSDB) Paulo Abi-Ackel (PSDB) 2 PDT \| Leonídio Bouças (PSDB) 3 Cidadania, 2 PDT \| \| MS \| Eduardo Riedel (PSDB) \| Teresa Cristina (PP) \| Fed. PSDB Cidadania / PP / PL / Republicanos / PDT / PSB \| Beto Pereira (PSDB) Dagoberto Nogueira Filho (PSDB) Geraldo Resende (PSDB) 2 PL, 2 PP \| Caravina (PSDB) Jamilson Name (PSDB) Lia Nogueira (PSDB) Mara Caseiro (PSDB) Paulo Corrêa (PSDB) Zé Teixeira (PSDB) 3 PL, 2 PP, 1 PDT, 1 Republicanos \| \| MS \| Barbosinha (PP) \| Teresa Cristina (PP) \| Fed. PSDB Cidadania / PP / PL / Republicanos / PDT / PSB \| Beto Pereira (PSDB) Dagoberto Nogueira Filho (PSDB) Geraldo Resende (PSDB) 2 PL, 2 PP \| Caravina (PSDB) Jamilson Name (PSDB) Lia Nogueira (PSDB) Mara Caseiro (PSDB) Paulo Corrêa (PSDB) Zé Teixeira (PSDB) 3 PL, 2 PP, 1 PDT, 1 Republicanos \| \| MT \| Mauro Mendes (UNIÃO) \| Wellington Fagundes (PL) \| Fed. PSDB Cidadania / UNIÃO / Republicanos / PL / MDB / PODE / PROS / PSB \| 4 PL, 2 MDB, 2 UNIÃO \| Carlos Avalone (PSDB) 5 UNIÃO, 4 MDB, 4 PSB, 2 PL, 2 Republicanos \| \| MT \| Otaviano Pivetta (Republicanos) \| Wellington Fagundes (PL) \| Fed. PSDB Cidadania / UNIÃO / Republicanos / PL / MDB / PODE / PROS / PSB \| 4 PL, 2 MDB, 2 UNIÃO \| Carlos Avalone (PSDB) 5 UNIÃO, 4 MDB, 4 PSB, 2 PL, 2 Republicanos \| \| PA \| Helder Barbalho (MDB) \| Manoel Pioneiro (PSDB) partido isolado \| Fed. PSDB Cidadania / MDB / FE Brasil (PT/PCdoB/PV) / PP / PODE / UNIÃO / PDT / PSB / Avante / PSD / Republicanos / PTB / DC \| 9 MDB, 2 PSD, 2 PT, 1 UNIÃO \| Anna Cunha (PSDB) Cilene Couto (PSDB) Erick Monteiro (PSDB) 13 MDB, 4 PT, 3 PP, 2 PDT, 2 PODE, 2 PSD, 2 Republicanos, 1 Cidadania, 1 PSB, 1 PTB, 1 UNIÃO \| \| PA \| Hana Ghassan (MDB) \| Manoel Pioneiro (PSDB) partido isolado \| Fed. PSDB Cidadania / MDB / FE Brasil (PT/PCdoB/PV) / PP / PODE / UNIÃO / PDT / PSB / Avante / PSD / Republicanos / PTB / DC \| 9 MDB, 2 PSD, 2 PT, 1 UNIÃO \| Anna Cunha (PSDB) Cilene Couto (PSDB) Erick Monteiro (PSDB) 13 MDB, 4 PT, 3 PP, 2 PDT, 2 PODE, 2 PSD, 2 Republicanos, 1 Cidadania, 1 PSB, 1 PTB, 1 UNIÃO \| \| PB \| Pedro Cunha Lima (PSDB) \| Efraim Filho (UNIÃO) \| Fed. PSDB Cidadania / UNIÃO / PDT / PP / PSC / PTB / PROS / PMB \| 2 PP, 2 PSC, 1 UNIÃO \| Camila Toscano (PSDB) Fábio Ramalho (PSDB) Tovar Lima (PSDB) 4 PP, 3 UNIÃO \| \| PB \| Domiciano Cabral (Cidadania) \| Efraim Filho (UNIÃO) \| Fed. PSDB Cidadania / UNIÃO / PDT / PP / PSC / PTB / PROS / PMB \| 2 PP, 2 PSC, 1 UNIÃO \| Camila Toscano (PSDB) Fábio Ramalho (PSDB) Tovar Lima (PSDB) 4 PP, 3 UNIÃO \| \| PE \| Raquel Lyra (PSDB) \| Guilherme Coelho (PSDB) \| Fed. PSDB Cidadania / PRTB \| ninguém \| Álvaro Porto (PSDB) Débora Almeida (PSDB) Izaías Régis (PSDB) \| \| PE \| Priscila Krause (Cidadania) \| Guilherme Coelho (PSDB) \| Fed. PSDB Cidadania / PRTB \| ninguém \| Álvaro Porto (PSDB) Débora Almeida (PSDB) Izaías Régis (PSDB) \| \| PI \| Silvio Mendes (UNIÃO) \| Joel Rodrigues (PP) \| Fed. PSDB Cidadania / UNIÃO / PP / PDT / PTB / Avante \| 2 PP \| 7 PP \| \| PI \| Iracema Portela (PP) \| Joel Rodrigues (PP) \| Fed. PSDB Cidadania / UNIÃO / PP / PDT / PTB / Avante \| 2 PP \| 7 PP \| \| PR \| ninguém \| Álvaro Dias (PODE) \| Fed. PSDB Cidadania / PODE / PSB / Patriota / PSC \| Beto Richa (PSDB) 1 PODE, 1 PSB \| Cristina Silvestri (PSDB) Mabel Canto (PSDB) 2 PODE, 1 PSB \| \| RJ \| Marcelo Freixo (PSB) \| Alessandro Molon (PSB) \| Fed. PSDB Cidadania / PSB / FE Brasil (PT/PCdoB/PV) / Fed. PSOL REDE \| 5 PT, 5 PSOL, 1 PCdoB, 1 PSB \| 7 PT, 5 PSOL, 2 PSB, 1 PCdoB \| \| RJ \| César Maia (PSDB) \| Alessandro Molon (PSB) \| Fed. PSDB Cidadania / PSB / FE Brasil (PT/PCdoB/PV) / Fed. PSOL REDE \| 5 PT, 5 PSOL, 1 PCdoB, 1 PSB \| 7 PT, 5 PSOL, 2 PSB, 1 PCdoB \| \| RN \| ninguém \| ninguém \| Fed. PSDB Cidadania \| ninguém \| Bernardo Amorim (PSDB) Ezequiel Ferreira (PSDB) Galeno Toquarto (PSDB) Gustavo Carvalho (PSDB) José Dias (PSDB) Keginaldo Farias (PSDB) Kleber Rodrigues (PSDB) Nelter Queiroz (PSDB) Tomba Farias (PSDB) \| \| RO \| Marcos Rocha (UNIÃO) \| Mariana Carvalho (Republicanos) \| Fed. PSDB Cidadania / UNIÃO / Republicanos / MDB / PSC / PTB / Avante / Patriota \| 4 UNIÃO, 2 MDB \| 5 UNIÃO, 3 Patriota, 2 MDB, 2 PSC, 2 Republicanos, 1 PTB \| \| RO \| Sérgio Gonçalves (UNIÃO) \| Mariana Carvalho (Republicanos) \| Fed. PSDB Cidadania / UNIÃO / Republicanos / MDB / PSC / PTB / Avante / Patriota \| 4 UNIÃO, 2 MDB \| 5 UNIÃO, 3 Patriota, 2 MDB, 2 PSC, 2 Republicanos, 1 PTB \| \| RR \| ninguém \| ninguém \| Fed. PSDB Cidadania \| ninguém \| 1 Cidadania \| \| RS \| Eduardo Leite (PSDB) \| Ana Amélia Lemos (PSD) \| Fed. PSDB Cidadania / MDB / PSD / UNIÃO / PODE \| Daniel Trzeciak (PSDB) Lucas Redecker (PSDB) 3 MDB, 1 Cidadania, 1 PODE, 1 PSD, 1 UNIÃO \| Delegada Nadine (PSDB) Kaká D'avila (PSDB) Neri, o Carteiro (PSDB) Pedro Pereira (PSDB) Professor Bonatto (PSDB) 6 MDB, 3 UNIÃO, 2 PODE, 1 PSD \| \| RS \| Gabriel Souza (MDB) \| Ana Amélia Lemos (PSD) \| Fed. PSDB Cidadania / MDB / PSD / UNIÃO / PODE \| Daniel Trzeciak (PSDB) Lucas Redecker (PSDB) 3 MDB, 1 Cidadania, 1 PODE, 1 PSD, 1 UNIÃO \| Delegada Nadine (PSDB) Kaká D'avila (PSDB) Neri, o Carteiro (PSDB) Pedro Pereira (PSDB) Professor Bonatto (PSDB) 6 MDB, 3 UNIÃO, 2 PODE, 1 PSD \| \| SC \| Esperidião Amin (PP) \| Kennedy Nunes (PTB) \| Fed. PSDB Cidadania / PP / PTB \| 1 Cidadania \| Marcos Vieira (PSDB) Vicente Caropreso (PSDB) 3 PP, 1 PTB \| \| SC \| Dalírio Beber (PSDB) \| Kennedy Nunes (PTB) \| Fed. PSDB Cidadania / PP / PTB \| 1 Cidadania \| Marcos Vieira (PSDB) Vicente Caropreso (PSDB) 3 PP, 1 PTB \| \| SE \| Alessandro Vieira (PSDB) \| Danielle Garcia (PODE) \| Fed. PSDB Cidadania / PODE \| ninguém \| 2 Cidadania \| \| SE \| Milton Andrade (Cidadania) \| Danielle Garcia (PODE) \| Fed. PSDB Cidadania / PODE \| ninguém \| 2 Cidadania \| \| SP \| Rodrigo Garcia (PSDB) \| Edson Aparecido (MDB) \| Fed. PSDB Cidadania / UNIÃO / MDB / PP / PODE / Avante / Solidariedade / Patriota / PROS \| Carlos Sampaio (PSDB) Paulo Alexandre Barbosa (PSDB) Vitor Lippi (PSDB) 6 UNIÃO, 5 MDB, 4 PP, 3 PODE, 2 Cidadania, 1 Solidariedade \| Analice Fernandes (PSDB) Barros Munhoz (PSDB) Bruna Furlan (PSDB) Carla Morando (PSDB) Carlão Pignatari (PSDB) Maria Lúcia Amary (PSDB) Mauro Bragato (PSDB) Rogério Nogueira (PSDB) Vinícius Camarinha (PSDB) 8 UNIÃO, 4 MDB, 4 PODE, 3 PP, 2 Cidadania, 1 Solidariedade \| \| SP \| Eugênio Zuliani (UNIÃO) \| Edson Aparecido (MDB) \| Fed. PSDB Cidadania / UNIÃO / MDB / PP / PODE / Avante / Solidariedade / Patriota / PROS \| Carlos Sampaio (PSDB) Paulo Alexandre Barbosa (PSDB) Vitor Lippi (PSDB) 6 UNIÃO, 5 MDB, 4 PP, 3 PODE, 2 Cidadania, 1 Solidariedade \| Analice Fernandes (PSDB) Barros Munhoz (PSDB) Bruna Furlan (PSDB) Carla Morando (PSDB) Carlão Pignatari (PSDB) Maria Lúcia Amary (PSDB) Mauro Bragato (PSDB) Rogério Nogueira (PSDB) Vinícius Camarinha (PSDB) 8 UNIÃO, 4 MDB, 4 PODE, 3 PP, 2 Cidadania, 1 Solidariedade \| \| TO \| Wanderlei Barbosa (Republicanos) \| Dorinha Rezende (UNIÃO) \| Fed. PSDB Cidadania / Republicanos / PDT / UNIÃO / PSC / PTB / Solidariedade \| 3 Republicanos, 1 UNIÃO \| Eduardo Mantoan (PSDB) 7 Republicanos, 2 UNIÃO, 1 Cidadania, 1 PDT, 1 Solidariedade \| \| TO \| Laurez Moreira (PDT) \| Dorinha Rezende (UNIÃO) \| Fed. PSDB Cidadania / Republicanos / PDT / UNIÃO / PSC / PTB / Solidariedade \| 3 Republicanos, 1 UNIÃO \| Eduardo Mantoan (PSDB) 7 Republicanos, 2 UNIÃO, 1 Cidadania, 1 PDT, 1 Solidariedade \| |                                         |                                        | | | |
| UF | Candidatos(as) a Governador(a) e a Vice | Candidatos(as) a Senadores(as)         | Coligação majoritária (governo e senado)                                                                                     | Deputados(as) federais eleitos(as)                                                                                                 | Deputados(as) estaduais eleitos(as) |
| AC | Gladson Cameli (PP)                     | Ney Amorim (PODE)                      | Fed. PSDB Cidadania / PP / PODE / Solidariedade / Patriota / DC / PMN / PMB                                                  | 3 PP | Luiz Gonzaga (PSDB) 3 PP, 2 PODE |
| AC | Mailza Gomes (PP)                       | Ney Amorim (PODE)                      | Fed. PSDB Cidadania / PP / PODE / Solidariedade / Patriota / DC / PMN / PMB                                                  | 3 PP | Luiz Gonzaga (PSDB) 3 PP, 2 PODE |
| AL | Rodrigo Cunha (UNIÃO)                   | Davi Davino Filho (PP)                 | Fed. PSDB Cidadania / UNIÃO / PP / PSB / PODE                                                                                | 4 PP, 1 UNIÃO | 4 PP, 3 UNIÃO |
| AL | Jó Pereira (PSDB)                       | Davi Davino Filho (PP)                 | Fed. PSDB Cidadania / UNIÃO / PP / PSB / PODE                                                                                | 4 PP, 1 UNIÃO | 4 PP, 3 UNIÃO |
| AM | Amazonino Mendes (Cidadania)            | Arthur Virgílio Neto (PSDB)            | Fed. PSDB Cidadania | 1 Cidadania | 1 Cidadania |
| AM | Beto Michiles (PSDB)                    | Arthur Virgílio Neto (PSDB)            | Fed. PSDB Cidadania | 1 Cidadania | 1 Cidadania |
| AP | Clécio Luís (Solidariedade)             | Davi Alcolumbre (UNIÃO)                | Fed. PSDB Cidadania / Solidariedade / PDT / UNIÃO / PL / PP / Republicanos                                                   | 3 PDT, 3 PL | 3 PDT, 3 UNIÃO, 2 PL, 2 Solidariedade, 1 Cidadania, 1 PP, 1 Republicanos |
| AP | Teles Jr. (PDT)                         | Davi Alcolumbre (UNIÃO)                | Fed. PSDB Cidadania / Solidariedade / PDT / UNIÃO / PL / PP / Republicanos                                                   | 3 PDT, 3 PL | 3 PDT, 3 UNIÃO, 2 PL, 2 Solidariedade, 1 Cidadania, 1 PP, 1 Republicanos |
| BA | ACM Neto (UNIÃO)                        | Cacá Leão (PP)                         | Fed. PSDB Cidadania / UNIÃO / Republicanos / PP / PDT / PSC / PTB / PODE / Solidariedade / PRTB / PMN / DC                   | Adolfo Viana (PSDB) 6 UNIÃO, 4 PP, 3 Republicanos, 2 PDT, 1 PODE                                                                   | Jordavio Ramos (PSDB) Pablo Roberto (PSDB) Tiago Correia (PSDB) 12 UNIÃO, 4 PP, 3 Republicanos |
| BA | Ana Coelho (Republicanos)               | Cacá Leão (PP)                         | Fed. PSDB Cidadania / UNIÃO / Republicanos / PP / PDT / PSC / PTB / PODE / Solidariedade / PRTB / PMN / DC                   | Adolfo Viana (PSDB) 6 UNIÃO, 4 PP, 3 Republicanos, 2 PDT, 1 PODE                                                                   | Jordavio Ramos (PSDB) Pablo Roberto (PSDB) Tiago Correia (PSDB) 12 UNIÃO, 4 PP, 3 Republicanos |
| CE | ninguém                                 | ninguém                                | Fed. PSDB Cidadania | ninguém | Emília Pessoa (PSDB) 1 Cidadania |
| DF | Izalci Lucas (PSDB)                     | ninguém                                | Fed. PSDB Cidadania / PRTB                                                                                                   | ninguém | 1 Cidadania |
| DF | Beth Cupertino (PRTB)                   | ninguém                                | Fed. PSDB Cidadania / PRTB                                                                                                   | ninguém | 1 Cidadania |
| ES | Renato Casagrande (PSB)                 | Rose de Freitas (MDB)                  | Fed. PSDB Cidadania / PSB / MDB / FE Brasil (PT/PCdoB/PV) / PP / PODE / PDT / PROS                                           | 2 PDT, 2 PP, 2 PT, 1 PSB | Mazinho dos Anjos (PSDB) Vandinho Leite (PSDB) 3 PODE, 3 PSB, 2 PDT, 2 PP, 2 PT, 1 Cidadania |
| ES | Ricardo Ferraço (PSDB)                  | Rose de Freitas (MDB)                  | Fed. PSDB Cidadania / PSB / MDB / FE Brasil (PT/PCdoB/PV) / PP / PODE / PDT / PROS                                           | 2 PDT, 2 PP, 2 PT, 1 PSB | Mazinho dos Anjos (PSDB) Vandinho Leite (PSDB) 3 PODE, 3 PSB, 2 PDT, 2 PP, 2 PT, 1 Cidadania |
| GO | ninguém                                 | Marconi Perillo (PSDB)                 | Fed. PSDB Cidadania | Leda Borges (PSDB) | Dr. José Machado (PSDB) Gustavo Sebba (PSDB) |
| MA | Carlos Brandão (PSB)                    | Flávio Dino (PSB)                      | Fed. PSDB Cidadania / PSB / FE Brasil (PT/PCdoB/PV) / MDB / PP / Patriota / PODE                                             | 1 PCdoB, 1 MDB, 1 Patriota, 1 PODE, 1 PP, 1 PSB, 1 PT                                                                              | 11 PSB, 5 PCdoB, 4 PP, 3 Patriota, 2 MDB, 2 PODE |
| MA | Felipe Camarão (PT)                     | Flávio Dino (PSB)                      | Fed. PSDB Cidadania / PSB / FE Brasil (PT/PCdoB/PV) / MDB / PP / Patriota / PODE                                             | 1 PCdoB, 1 MDB, 1 Patriota, 1 PODE, 1 PP, 1 PSB, 1 PT                                                                              | 11 PSB, 5 PCdoB, 4 PP, 3 Patriota, 2 MDB, 2 PODE |
| MG | Marcus Pestana (PSDB)                   | Bruno Miranda (PDT)                    | Fed. PSDB Cidadania / PDT | Aécio Neves (PSDB) Paulo Abi-Ackel (PSDB) 2 PDT                                                                                    | Leonídio Bouças (PSDB) 3 Cidadania, 2 PDT |
| MG | Paulo Brant (PSDB)                      | Bruno Miranda (PDT)                    | Fed. PSDB Cidadania / PDT | Aécio Neves (PSDB) Paulo Abi-Ackel (PSDB) 2 PDT                                                                                    | Leonídio Bouças (PSDB) 3 Cidadania, 2 PDT |
| MS | Eduardo Riedel (PSDB)                   | Teresa Cristina (PP)                   | Fed. PSDB Cidadania / PP / PL / Republicanos / PDT / PSB                                                                     | Beto Pereira (PSDB) Dagoberto Nogueira Filho (PSDB) Geraldo Resende (PSDB) 2 PL, 2 PP                                              | Caravina (PSDB) Jamilson Name (PSDB) Lia Nogueira (PSDB) Mara Caseiro (PSDB) Paulo Corrêa (PSDB) Zé Teixeira (PSDB) 3 PL, 2 PP, 1 PDT, 1 Republicanos |
| MS | Barbosinha (PP)                         | Teresa Cristina (PP)                   | Fed. PSDB Cidadania / PP / PL / Republicanos / PDT / PSB                                                                     | Beto Pereira (PSDB) Dagoberto Nogueira Filho (PSDB) Geraldo Resende (PSDB) 2 PL, 2 PP                                              | Caravina (PSDB) Jamilson Name (PSDB) Lia Nogueira (PSDB) Mara Caseiro (PSDB) Paulo Corrêa (PSDB) Zé Teixeira (PSDB) 3 PL, 2 PP, 1 PDT, 1 Republicanos |
| MT | Mauro Mendes (UNIÃO)                    | Wellington Fagundes (PL)               | Fed. PSDB Cidadania / UNIÃO / Republicanos / PL / MDB / PODE / PROS / PSB                                                    | 4 PL, 2 MDB, 2 UNIÃO | Carlos Avalone (PSDB) 5 UNIÃO, 4 MDB, 4 PSB, 2 PL, 2 Republicanos |
| MT | Otaviano Pivetta (Republicanos)         | Wellington Fagundes (PL)               | Fed. PSDB Cidadania / UNIÃO / Republicanos / PL / MDB / PODE / PROS / PSB                                                    | 4 PL, 2 MDB, 2 UNIÃO | Carlos Avalone (PSDB) 5 UNIÃO, 4 MDB, 4 PSB, 2 PL, 2 Republicanos |
| PA | Helder Barbalho (MDB)                   | Manoel Pioneiro (PSDB) partido isolado | Fed. PSDB Cidadania / MDB / FE Brasil (PT/PCdoB/PV) / PP / PODE / UNIÃO / PDT / PSB / Avante / PSD / Republicanos / PTB / DC | 9 MDB, 2 PSD, 2 PT, 1 UNIÃO | Anna Cunha (PSDB) Cilene Couto (PSDB) Erick Monteiro (PSDB) 13 MDB, 4 PT, 3 PP, 2 PDT, 2 PODE, 2 PSD, 2 Republicanos, 1 Cidadania, 1 PSB, 1 PTB, 1 UNIÃO |
| PA | Hana Ghassan (MDB)                      | Manoel Pioneiro (PSDB) partido isolado | Fed. PSDB Cidadania / MDB / FE Brasil (PT/PCdoB/PV) / PP / PODE / UNIÃO / PDT / PSB / Avante / PSD / Republicanos / PTB / DC | 9 MDB, 2 PSD, 2 PT, 1 UNIÃO | Anna Cunha (PSDB) Cilene Couto (PSDB) Erick Monteiro (PSDB) 13 MDB, 4 PT, 3 PP, 2 PDT, 2 PODE, 2 PSD, 2 Republicanos, 1 Cidadania, 1 PSB, 1 PTB, 1 UNIÃO |
| PB | Pedro Cunha Lima (PSDB)                 | Efraim Filho (UNIÃO)                   | Fed. PSDB Cidadania / UNIÃO / PDT / PP / PSC / PTB / PROS / PMB                                                              | 2 PP, 2 PSC, 1 UNIÃO | Camila Toscano (PSDB) Fábio Ramalho (PSDB) Tovar Lima (PSDB) 4 PP, 3 UNIÃO |
| PB | Domiciano Cabral (Cidadania)            | Efraim Filho (UNIÃO)                   | Fed. PSDB Cidadania / UNIÃO / PDT / PP / PSC / PTB / PROS / PMB                                                              | 2 PP, 2 PSC, 1 UNIÃO | Camila Toscano (PSDB) Fábio Ramalho (PSDB) Tovar Lima (PSDB) 4 PP, 3 UNIÃO |
| PE | Raquel Lyra (PSDB)                      | Guilherme Coelho (PSDB)                | Fed. PSDB Cidadania / PRTB                                                                                                   | ninguém | Álvaro Porto (PSDB) Débora Almeida (PSDB) Izaías Régis (PSDB) |
| PE | Priscila Krause (Cidadania)             | Guilherme Coelho (PSDB)                | Fed. PSDB Cidadania / PRTB                                                                                                   | ninguém | Álvaro Porto (PSDB) Débora Almeida (PSDB) Izaías Régis (PSDB) |
| PI | Silvio Mendes (UNIÃO)                   | Joel Rodrigues (PP)                    | Fed. PSDB Cidadania / UNIÃO / PP / PDT / PTB / Avante                                                                        | 2 PP | 7 PP |
| PI | Iracema Portela (PP)                    | Joel Rodrigues (PP)                    | Fed. PSDB Cidadania / UNIÃO / PP / PDT / PTB / Avante                                                                        | 2 PP | 7 PP |
| PR | ninguém                                 | Álvaro Dias (PODE)                     | Fed. PSDB Cidadania / PODE / PSB / Patriota / PSC                                                                            | Beto Richa (PSDB) 1 PODE, 1 PSB | Cristina Silvestri (PSDB) Mabel Canto (PSDB) 2 PODE, 1 PSB |
| RJ | Marcelo Freixo (PSB)                    | Alessandro Molon (PSB)                 | Fed. PSDB Cidadania / PSB / FE Brasil (PT/PCdoB/PV) / Fed. PSOL REDE                                                         | 5 PT, 5 PSOL, 1 PCdoB, 1 PSB | 7 PT, 5 PSOL, 2 PSB, 1 PCdoB |
| RJ | César Maia (PSDB)                       | Alessandro Molon (PSB)                 | Fed. PSDB Cidadania / PSB / FE Brasil (PT/PCdoB/PV) / Fed. PSOL REDE                                                         | 5 PT, 5 PSOL, 1 PCdoB, 1 PSB | 7 PT, 5 PSOL, 2 PSB, 1 PCdoB |
| RN | ninguém                                 | ninguém                                | Fed. PSDB Cidadania | ninguém | Bernardo Amorim (PSDB) Ezequiel Ferreira (PSDB) Galeno Toquarto (PSDB) Gustavo Carvalho (PSDB) José Dias (PSDB) Keginaldo Farias (PSDB) Kleber Rodrigues (PSDB) Nelter Queiroz (PSDB) Tomba Farias (PSDB)                                                                 |
| RO | Marcos Rocha (UNIÃO)                    | Mariana Carvalho (Republicanos)        | Fed. PSDB Cidadania / UNIÃO / Republicanos / MDB / PSC / PTB / Avante / Patriota                                             | 4 UNIÃO, 2 MDB | 5 UNIÃO, 3 Patriota, 2 MDB, 2 PSC, 2 Republicanos, 1 PTB |
| RO | Sérgio Gonçalves (UNIÃO)                | Mariana Carvalho (Republicanos)        | Fed. PSDB Cidadania / UNIÃO / Republicanos / MDB / PSC / PTB / Avante / Patriota                                             | 4 UNIÃO, 2 MDB | 5 UNIÃO, 3 Patriota, 2 MDB, 2 PSC, 2 Republicanos, 1 PTB |
| RR | ninguém                                 | ninguém                                | Fed. PSDB Cidadania | ninguém | 1 Cidadania |
| RS | Eduardo Leite (PSDB)                    | Ana Amélia Lemos (PSD)                 | Fed. PSDB Cidadania / MDB / PSD / UNIÃO / PODE                                                                               | Daniel Trzeciak (PSDB) Lucas Redecker (PSDB) 3 MDB, 1 Cidadania, 1 PODE, 1 PSD, 1 UNIÃO                                            | Delegada Nadine (PSDB) Kaká D'avila (PSDB) Neri, o Carteiro (PSDB) Pedro Pereira (PSDB) Professor Bonatto (PSDB) 6 MDB, 3 UNIÃO, 2 PODE, 1 PSD |
| RS | Gabriel Souza (MDB)                     | Ana Amélia Lemos (PSD)                 | Fed. PSDB Cidadania / MDB / PSD / UNIÃO / PODE                                                                               | Daniel Trzeciak (PSDB) Lucas Redecker (PSDB) 3 MDB, 1 Cidadania, 1 PODE, 1 PSD, 1 UNIÃO                                            | Delegada Nadine (PSDB) Kaká D'avila (PSDB) Neri, o Carteiro (PSDB) Pedro Pereira (PSDB) Professor Bonatto (PSDB) 6 MDB, 3 UNIÃO, 2 PODE, 1 PSD |
| SC | Esperidião Amin (PP)                    | Kennedy Nunes (PTB)                    | Fed. PSDB Cidadania / PP / PTB                                                                                               | 1 Cidadania | Marcos Vieira (PSDB) Vicente Caropreso (PSDB) 3 PP, 1 PTB |
| SC | Dalírio Beber (PSDB)                    | Kennedy Nunes (PTB)                    | Fed. PSDB Cidadania / PP / PTB                                                                                               | 1 Cidadania | Marcos Vieira (PSDB) Vicente Caropreso (PSDB) 3 PP, 1 PTB |
| SE | Alessandro Vieira (PSDB)                | Danielle Garcia (PODE)                 | Fed. PSDB Cidadania / PODE                                                                                                   | ninguém | 2 Cidadania |
| SE | Milton Andrade (Cidadania)              | Danielle Garcia (PODE)                 | Fed. PSDB Cidadania / PODE                                                                                                   | ninguém | 2 Cidadania |
| SP | Rodrigo Garcia (PSDB)                   | Edson Aparecido (MDB)                  | Fed. PSDB Cidadania / UNIÃO / MDB / PP / PODE / Avante / Solidariedade / Patriota / PROS                                     | Carlos Sampaio (PSDB) Paulo Alexandre Barbosa (PSDB) Vitor Lippi (PSDB) 6 UNIÃO, 5 MDB, 4 PP, 3 PODE, 2 Cidadania, 1 Solidariedade | Analice Fernandes (PSDB) Barros Munhoz (PSDB) Bruna Furlan (PSDB) Carla Morando (PSDB) Carlão Pignatari (PSDB) Maria Lúcia Amary (PSDB) Mauro Bragato (PSDB) Rogério Nogueira (PSDB) Vinícius Camarinha (PSDB) 8 UNIÃO, 4 MDB, 4 PODE, 3 PP, 2 Cidadania, 1 Solidariedade |
| SP | Eugênio Zuliani (UNIÃO)                 | Edson Aparecido (MDB)                  | Fed. PSDB Cidadania / UNIÃO / MDB / PP / PODE / Avante / Solidariedade / Patriota / PROS                                     | Carlos Sampaio (PSDB) Paulo Alexandre Barbosa (PSDB) Vitor Lippi (PSDB) 6 UNIÃO, 5 MDB, 4 PP, 3 PODE, 2 Cidadania, 1 Solidariedade | Analice Fernandes (PSDB) Barros Munhoz (PSDB) Bruna Furlan (PSDB) Carla Morando (PSDB) Carlão Pignatari (PSDB) Maria Lúcia Amary (PSDB) Mauro Bragato (PSDB) Rogério Nogueira (PSDB) Vinícius Camarinha (PSDB) 8 UNIÃO, 4 MDB, 4 PODE, 3 PP, 2 Cidadania, 1 Solidariedade |
| TO | Wanderlei Barbosa (Republicanos)        | Dorinha Rezende (UNIÃO)                | Fed. PSDB Cidadania / Republicanos / PDT / UNIÃO / PSC / PTB / Solidariedade                                                 | 3 Republicanos, 1 UNIÃO | Eduardo Mantoan (PSDB) 7 Republicanos, 2 UNIÃO, 1 Cidadania, 1 PDT, 1 Solidariedade |
| TO | Laurez Moreira (PDT)                    | Dorinha Rezende (UNIÃO)                | Fed. PSDB Cidadania / Republicanos / PDT / UNIÃO / PSC / PTB / Solidariedade                                                 | 3 Republicanos, 1 UNIÃO | Eduardo Mantoan (PSDB) 7 Republicanos, 2 UNIÃO, 1 Cidadania, 1 PDT, 1 Solidariedade |

| Participação e desempenho do PSDB nas eleições estaduais de 2018 |                                         |                                | | | |
| Candidatos majoritários eleitos (5 governadores e 16 senadores). Em negrito estão os candidatos filiados ao PSDB durante a eleição. Os cargos obtidos na Câmara Federal e nas Assembleias Legislativas são referentes às coligações proporcionais que o PSDB compôs. Tais coligações não são necessariamente iguais às coligações majoritárias e geralmente são menores. Não estão listados os futuros suplentes empossados. \| UF \| Candidatos(as) a Governador(a) e a Vice \| Candidatos(as) a Senadores(as) \| Coligação majoritária (governo e senado) \| Deputados(as) federais eleitos(as) — 108 \| Deputados(as) estaduais eleitos(as) — 182 \| \| -- \| --------------------------------------- \| ------------------------------ \| ------------------------------------------------------------------------------------------------------------ \| -------------------------------------------------------------------------------------------------------------------------------------------------------- \| ------------------------------------------------------------------------------------------------------------------------------------------------------------------------------------------------------------------ \| \| AC \| Gladson Cameli (PP) \| Márcio Bittar (MDB) \| PSDB / PP / MDB / PSD / DEM / SD / PR / PTB / PMN / PTC / PPS \| Mara Rocha (PSDB) + 2 MDB, 1 DEM, 1 SD \| Cadmiel Bomfim (PSDB), Luiz Gonzaga (PSDB) + 1 DEM \| \| AC \| Major Rocha (PSDB) \| Sérgio Petecão (PSD) \| PSDB / PP / MDB / PSD / DEM / SD / PR / PTB / PMN / PTC / PPS \| Mara Rocha (PSDB) + 2 MDB, 1 DEM, 1 SD \| Cadmiel Bomfim (PSDB), Luiz Gonzaga (PSDB) + 1 DEM \| \| AL \| Pinto de Luna (PROS) \| Rodrigo Cunha (PSDB) \| PSDB / PROS / PRB / PTC / PP / PSB / REDE / DEM / PSC \| Tereza Nelma (PSDB) + 1 PSB, 1 PP, 1 PRB \| Cibele Moura (PSDB) Dudu Ronalsa (PSDB) + 4 PP, 1 DEM, 1 PROS \| \| AL \| Jorge VI (PSDB) \| Benedito de Lira (PP) \| PSDB / PROS / PRB / PTC / PP / PSB / REDE / DEM / PSC \| Tereza Nelma (PSDB) + 1 PSB, 1 PP, 1 PRB \| Cibele Moura (PSDB) Dudu Ronalsa (PSDB) + 4 PP, 1 DEM, 1 PROS \| \| AM \| Omar Aziz (PSD) \| Plínio Valério (PSDB) \| PSDB / PSD / DEM / PRB / PTC / Patriota \| 2 PRB, 1 PSD \| Therezinha Ruiz (PSDB) \| \| AM \| Arthur Bisneto (PSDB) \| Plínio Valério (PSDB) \| PSDB / PSD / DEM / PRB / PTC / Patriota \| 2 PRB, 1 PSD \| Therezinha Ruiz (PSDB) \| \| AP \| Davi Alcolumbre (DEM) \| Randolfe Rodrigues (REDE) \| PSDB / DEM / PP / REDE / PSC / PSD / PODE / PPL / SD / Avante / Patriota \| Luiz Carlos (PSDB) + 1 PP \| Telma Nery (PSDB) + 2 DEM \| \| AP \| Silvana Vedovelli (PP) \| Sebastião Bala Rocha (PSDB) \| PSDB / DEM / PP / REDE / PSC / PSD / PODE / PPL / SD / Avante / Patriota \| Luiz Carlos (PSDB) + 1 PP \| Telma Nery (PSDB) + 2 DEM \| \| BA \| José Ronaldo (DEM) \| Jutahy Magalhães Júnior (PSDB) \| PSDB / DEM / PRB / PSC / PV / PTB / SD / PPL / Patriota \| Adolfo Viana (PSDB) \| David Rios (PSDB), Marcell Moraes (PSDB), Paulo Câmara (PSDB) + 7 DEM, 2 PRB \| \| BA \| Mônica Bahia (PSDB) \| Irmão Lázaro (PSC) \| PSDB / DEM / PRB / PSC / PV / PTB / SD / PPL / Patriota \| Adolfo Viana (PSDB) \| David Rios (PSDB), Marcell Moraes (PSDB), Paulo Câmara (PSDB) + 7 DEM, 2 PRB \| \| CE \| General Theophilo (PSDB) \| Eduardo Girão (PROS) \| PSDB / PROS \| Roberto Pessoa (PSDB) \| Fernanda Pessoa (PSDB), Nelinho (PSDB) \| \| CE \| Emília Pessoa (PSDB) \| Dra. Mayra (PSDB) \| PSDB / PROS \| Roberto Pessoa (PSDB) \| Fernanda Pessoa (PSDB), Nelinho (PSDB) \| \| DF \| Alberto Fraga (DEM) \| Izalci Lucas (PSDB) \| PSDB / DEM / PR / DC \| 1 PR, 1 DEM \| ninguém \| \| DF \| Alexandre Bispo (PR) \| Professora Amábile (PR) \| PSDB / DEM / PR / DC \| 1 PR, 1 DEM \| ninguém \| \| ES \| Renato Casagrande (PSB) \| Marcos do Val (PPS) \| PSDB / PSB / PSC / DEM / PPS / PCdoB / PV / DC / SD / PP / PTC / PDT / PPL / PRP / PSD / PHS / PROS / Avante \| 1 PDT, 1 DEM \| Emilio Mameri (PSDB), Marcos Mansur (PSDB), Vandinho Leite (PSDB) \| \| ES \| Jacqueline Moraes (PSB) \| Ricardo Ferraço (PSDB) \| PSDB / PSB / PSC / DEM / PPS / PCdoB / PV / DC / SD / PP / PTC / PDT / PPL / PRP / PSD / PHS / PROS / Avante \| 1 PDT, 1 DEM \| Emilio Mameri (PSDB), Marcos Mansur (PSDB), Vandinho Leite (PSDB) \| \| GO \| José Eliton (PSDB) \| Vanderlan Cardoso (PP) \| PSDB / PPS / PSB / PTB / PSD / SD / PV / NOVO / REDE / Avante / Patriota \| Célio Silveira (PSDB) + 1 PSD, 1 PR, 1 SD, 1 PSB \| Diego Sorgatto (PSDB), Gustavo Sebba (PSDB), Hélio de Souza (PSDB), Lêda Borges (PSDB), Talles Barreto (PSDB), Tião Caroço (PSDB) +1 PSB, 1 PPS \| \| GO \| Raquel Teixeira (PSDB) \| Marconi Perillo (PSDB) \| PSDB / PPS / PSB / PTB / PSD / SD / PV / NOVO / REDE / Avante / Patriota \| Célio Silveira (PSDB) + 1 PSD, 1 PR, 1 SD, 1 PSB \| Diego Sorgatto (PSDB), Gustavo Sebba (PSDB), Hélio de Souza (PSDB), Lêda Borges (PSDB), Talles Barreto (PSDB), Tião Caroço (PSDB) +1 PSB, 1 PPS \| \| MA \| Roberto Rocha (PSDB) \| Zé Reinaldo (PSDB) \| PSDB / PHS / PODE / PMN / REDE / DC \| 1 PODE \| Wellington do Curso (PSDB) \| \| MA \| Graça Paz (PSDB) \| Alexandre Almeida (PSDB) \| PSDB / PHS / PODE / PMN / REDE / DC \| 1 PODE \| Wellington do Curso (PSDB) \| \| MG \| Antonio Anastasia (PSDB) \| Rodrigo Pacheco (DEM) \| PSDB / PSD / DEM / SD / PPS / PSC / PMN / PTB / PP / PTC / PMB / Patriota \| Aécio Neves (PSDB), Domingos Savio (PSDB), Eduardo Barbosa (PSDB), Paulo Abi-Ackel (PSDB), Rodrigo de Castro (PSDB) + 3 PSD, 2 PP, 1 SD, 1 DEM \| Antônio Carlos Arantes (PSDB), Dalmo Ribeiro (PSDB), Gustavo Valadares (PSDB), João Leite (PSDB), João Vítor Xavier (PSDB), Luiz Humberto Carneiro (PSDB), Tito Torres (PSDB) + 4 PSD, 1 PPS, 1 DEM, 1 PP \| \| MG \| Marcos Montes (PSD) \| Dinis Pinheiro (SD) \| PSDB / PSD / DEM / SD / PPS / PSC / PMN / PTB / PP / PTC / PMB / Patriota \| Aécio Neves (PSDB), Domingos Savio (PSDB), Eduardo Barbosa (PSDB), Paulo Abi-Ackel (PSDB), Rodrigo de Castro (PSDB) + 3 PSD, 2 PP, 1 SD, 1 DEM \| Antônio Carlos Arantes (PSDB), Dalmo Ribeiro (PSDB), Gustavo Valadares (PSDB), João Leite (PSDB), João Vítor Xavier (PSDB), Luiz Humberto Carneiro (PSDB), Tito Torres (PSDB) + 4 PSD, 1 PPS, 1 DEM, 1 PP \| \| MS \| Reinaldo Azambuja (PSDB) \| Nelsinho Trad (PTB) \| PSDB / DEM / PPS / PP / PMB / PSB / PSD / PTB / PSL / PROS / PMN / SD / Avante / Patriota \| Beto Pereira (PSDB), Rose Modesto (PSDB) + 1 PSD, 1 DEM \| Felipe Orro (PSDB), Marçal Filho (PSDB), Onevan de Matos (PSDB), Paulo Corrêa (PSDB), Professor Rinaldo (PSDB) + 2 DEM \| \| MS \| Murilo Zauith (DEM) \| Marcelo Miglioli (PSDB) \| PSDB / DEM / PPS / PP / PMB / PSB / PSD / PTB / PSL / PROS / PMN / SD / Avante / Patriota \| Beto Pereira (PSDB), Rose Modesto (PSDB) + 1 PSD, 1 DEM \| Felipe Orro (PSDB), Marçal Filho (PSDB), Onevan de Matos (PSDB), Paulo Corrêa (PSDB), Professor Rinaldo (PSDB) + 2 DEM \| \| MT \| Pedro Taques (PSDB) \| Nilson Leitão (PSDB) \| PSDB / PRTB / PSL / PPS / DC / PSB / Avante / Patriota / SD \| 1 SD \| Guilherme Maluf (PSDB), Wilson Santos (PSDB) \| \| MT \| Rui Prado (PSDB) \| Nilson Leitão (PSDB) \| PSDB / PRTB / PSL / PPS / DC / PSB / Avante / Patriota / SD \| 1 SD \| Guilherme Maluf (PSDB), Wilson Santos (PSDB) \| \| PA \| Márcio Miranda (DEM) \| Flexa Ribeiro (PSDB) \| PSDB / DEM / PSB / PDT / SD / PMN / PRTB / PPS / PRP \| Celso Sabino (PSDB), Nilson Pinto (PSDB) + 2 DEM, 1 PSB \| Anna Cunha (PSDB), Cilene Couto (PSDB), Daniel Santos (PSDB), Luth Rebelo (PSDB), Victor Dias (PSDB) + 3 DEM, 2 PDT \| \| PA \| José Megale (PSDB) \| Sidney Rosa (PSB) \| PSDB / DEM / PSB / PDT / SD / PMN / PRTB / PPS / PRP \| Celso Sabino (PSDB), Nilson Pinto (PSDB) + 2 DEM, 1 PSB \| Anna Cunha (PSDB), Cilene Couto (PSDB), Daniel Santos (PSDB), Luth Rebelo (PSDB), Victor Dias (PSDB) + 3 DEM, 2 PDT \| \| PB \| Lucélio Cartaxo (PV) \| Daniella Ribeiro (PP) \| PSDB / PV / PP / PSD / SD / DC / PSC / PRTB / PHS / PTC / PSL / PPL \| Edna Henrique (PSDB), Pedro Cunha Lima (PSDB), Ruy Carneiro (PSDB) \| Camila Toscano (PSDB), João Henrique (PSDB), Tovar Lima (PSDB) + 3 PSDB, 2 PP, 1 PSD, 1 PSC \| \| PB \| Michele Rodrigues (PSDB) \| Cássio Cunha Lima (PSDB) \| PSDB / PV / PP / PSD / SD / DC / PSC / PRTB / PHS / PTC / PSL / PPL \| Edna Henrique (PSDB), Pedro Cunha Lima (PSDB), Ruy Carneiro (PSDB) \| Camila Toscano (PSDB), João Henrique (PSDB), Tovar Lima (PSDB) + 3 PSDB, 2 PP, 1 PSD, 1 PSC \| \| PE \| Armando Monteiro (PTB) \| Mendonça Filho (DEM) \| PSDB / PTB / PODE / DEM / PSC / PR / PRB / PPS / PSD / PSL / PHS / DC / PMB \| 2 PRB, 1 PPS, 1 DEM, 1 PODE, 1 PSC \| Alessandra Vieira (PSDB), + 3 DEM, 2 PTB, 1 PRB \| \| PE \| Fred Ferreira (PSC) \| Bruno Araújo (PSDB) \| PSDB / PTB / PODE / DEM / PSC / PR / PRB / PPS / PSD / PSL / PHS / DC / PMB \| 2 PRB, 1 PPS, 1 DEM, 1 PODE, 1 PSC \| Alessandra Vieira (PSDB), + 3 DEM, 2 PTB, 1 PRB \| \| PI \| Luciano Nunes (PSDB) \| Wilson Martins (PSB) \| PSDB / PSB / DEM \| 1 PSB \| Marden Menezes (PSDB) + 1 PSB \| \| PI \| Cassandra Souza (DEM) \| Robert Rios (PSB) \| PSDB / PSB / DEM \| 1 PSB \| Marden Menezes (PSDB) + 1 PSB \| \| PR \| Cida Borghetti (PP) \| Alex Canziani (PTB) \| PSDB / PP / PTB / PSB / PMN / DEM / PROS / PMB \| 2 PP, 2 PSB, 2 PROS, 1 DEM, 1 PTB \| Ademar Traiano (PSDB), Michele Caputo (PSDB), Paulo Litro (PSDB) 5 PSB, 3 PP, 2 DEM, 1 PTB \| \| PR \| Coronel Malucelli (PMN) \| Beto Richa (PSDB) \| PSDB / PP / PTB / PSB / PMN / DEM / PROS / PMB \| 2 PP, 2 PSB, 2 PROS, 1 DEM, 1 PTB \| Ademar Traiano (PSDB), Michele Caputo (PSDB), Paulo Litro (PSDB) 5 PSB, 3 PP, 2 DEM, 1 PTB \| \| RJ \| Eduardo Paes (DEM) \| Cesar Maia (DEM) \| PSDB / DEM / PTB / PP / PPS / MDB / SD / PV / DC / PHS / PMN / Avante \| 1 SD, 1 PPS \| Lucinha (PSDB), Luiz Paulo (PSDB) + 1 PPS \| \| RJ \| Comte Bittencourt (PPS) \| Aspásia Camargo (PSDB) \| PSDB / DEM / PTB / PP / PPS / MDB / SD / PV / DC / PHS / PMN / Avante \| 1 SD, 1 PPS \| Lucinha (PSDB), Luiz Paulo (PSDB) + 1 PPS \| \| RN \| Robinson Faria (PSD) \| Geraldo Melo (PSDB) \| PSDB / PSD / PRB / PTB / PR / PPS / PMB / PTC / PSB / PRP / PROS / Avante \| 1 PTC, 1 PR, 1 PSB, 1 PSD \| Ezequiel Ferreira (PSDB), Gustavo Carvalho (PSDB), José Dias (PSDB), Raimundo Fernandes (PSDB), Tomba Farias (PSDB) + 2 PSD, 1 PR, 1 PROS \| \| RN \| Tião Couto (PRB) \| Geraldo Melo (PSDB) \| PSDB / PSD / PRB / PTB / PR / PPS / PMB / PTC / PSB / PRP / PROS / Avante \| 1 PTC, 1 PR, 1 PSB, 1 PSD \| Ezequiel Ferreira (PSDB), Gustavo Carvalho (PSDB), José Dias (PSDB), Raimundo Fernandes (PSDB), Tomba Farias (PSDB) + 2 PSD, 1 PR, 1 PROS \| \| RO \| Expedito Júnior (PSDB) \| Marcos Rogério (DEM) \| PSDB / DEM / PSD / PRB / PR / Patriota \| Mariana Carvalho (PSDB) + 1 PSD \| Laerte Gomes (PSDB) + 1 DEM, 1 PSD \| \| RO \| Maurício de Moraes (PSDB) \| Edésio Fernandes (PRB) \| PSDB / DEM / PSD / PRB / PR / Patriota \| Mariana Carvalho (PSDB) + 1 PSD \| Laerte Gomes (PSDB) + 1 DEM, 1 PSD \| \| RR \| Anchieta Júnior (PSDB) \| Chico Rodrigues (DEM) \| PSDB / DEM / MDB / PSD / SD / PPS / DC \| Shéridan Oliveira (PSDB) \| 1 PPS \| \| RR \| Abel Galinha (DEM) \| Romero Jucá (MDB) \| PSDB / DEM / MDB / PSD / SD / PPS / DC \| Shéridan Oliveira (PSDB) \| 1 PPS \| \| RS \| Eduardo Leite (PSDB) \| Luis Carlos Heinze (PP) \| PSDB / PPS / PP / PTB / PHS / PRB / REDE \| Daniel Trzeciak (PSDB), Lucas Redecker (PSDB) + 4 PP, 2 PTB, 1 PRB \| Luiz Viana (PSDB), Mateus Wesp (PSDB), Pedro Pereira (PSDB), Zilá Breitenbach (PSDB) + 1 PPS \| \| RS \| Ranolfo Vieira Júnior (PTB) \| Mário Bernd (PPS) \| PSDB / PPS / PP / PTB / PHS / PRB / REDE \| Daniel Trzeciak (PSDB), Lucas Redecker (PSDB) + 4 PP, 2 PTB, 1 PRB \| Luiz Viana (PSDB), Mateus Wesp (PSDB), Pedro Pereira (PSDB), Zilá Breitenbach (PSDB) + 1 PPS \| \| SC \| Mauro Mariani (MDB) \| Jorginho Mello (PR) \| PSDB / MDB / PTB / PR / DC / PPS / PRTB / PTC / Avante \| Geovania de Sá (PSDB) + 1 PPS \| Marcos Vieira (PSDB), Vicente Caropreso (PSDB) + 9 MDB \| \| SC \| Napoleão Bernardes (PSDB) \| Paulo Bauer (PSDB) \| PSDB / MDB / PTB / PR / DC / PPS / PRTB / PTC / Avante \| Geovania de Sá (PSDB) + 1 PPS \| Marcos Vieira (PSDB), Vicente Caropreso (PSDB) + 9 MDB \| \| SE \| Eduardo Amorim (PSDB) \| André Moura (PSC) \| PSDB / PSC / PRB / PPS / PR / SD / PTC \| 1 SD, 1 PR, 1 PSC \| Maria Mendonça (PSDB) + 4 PSC, 2 PR \| \| SE \| Ivan Leite (PRB) \| Pastor Heleno (PRB) \| PSDB / PSC / PRB / PPS / PR / SD / PTC \| 1 SD, 1 PR, 1 PSC \| Maria Mendonça (PSDB) + 4 PSC, 2 PR \| \| SP \| João Dória (PSDB) \| Mara Gabrilli (PSDB) \| PSDB / DEM / PRB / PSD / PP / PTC \| Bruna Furlan (PSDB), Carlos Sampaio (PSDB), Eduardo Cury (PSDB), Samuel Moreira (PSDB), Vanderlei Macris (PSDB), Vítor Lippi (PSDB) + 5 DEM, 4 PP, 1 PSD \| Analice Fernandes (PSDB), Carla Morando (PSDB), Carlão Pignatari (PSDB), Cauê Macris (PSDB), Marcos Zerbini (PSDB), Maria Lúcia Amary (PSDB), Marmo Cezar (PSDB), Mauro Bragato (PSDB) + 7 DEM, 6 PRB, 4 PP, 2 PSD \| \| SP \| Rodrigo Garcia (DEM) \| Ricardo Tripoli (PSDB) \| PSDB / DEM / PRB / PSD / PP / PTC \| Bruna Furlan (PSDB), Carlos Sampaio (PSDB), Eduardo Cury (PSDB), Samuel Moreira (PSDB), Vanderlei Macris (PSDB), Vítor Lippi (PSDB) + 5 DEM, 4 PP, 1 PSD \| Analice Fernandes (PSDB), Carla Morando (PSDB), Carlão Pignatari (PSDB), Cauê Macris (PSDB), Marcos Zerbini (PSDB), Maria Lúcia Amary (PSDB), Marmo Cezar (PSDB), Mauro Bragato (PSDB) + 7 DEM, 6 PRB, 4 PP, 2 PSD \| \| TO \| Carlos Amastha (PSB) \| Vicentinho Alves (PR) \| PSDB / PSB / PSC / PR / MDB / PODE \| 1 PSC, 1 PR, 1 MDB \| Luana Ribeiro (PSDB), Olyntho Neto (PSDB) + 5 MDB, 1 PSB, 1 PR \| \| TO \| Oswaldo Stival Jr (PSDB) \| Ataídes Oliveira (PSDB) \| PSDB / PSB / PSC / PR / MDB / PODE \| 1 PSC, 1 PR, 1 MDB \| Luana Ribeiro (PSDB), Olyntho Neto (PSDB) + 5 MDB, 1 PSB, 1 PR \| |                                         |                                | | | |
| UF | Candidatos(as) a Governador(a) e a Vice | Candidatos(as) a Senadores(as) | Coligação majoritária (governo e senado)                                                                     | Deputados(as) federais eleitos(as) — 108 | Deputados(as) estaduais eleitos(as) — 182 |
| AC | Gladson Cameli (PP)                     | Márcio Bittar (MDB)            | PSDB / PP / MDB / PSD / DEM / SD / PR / PTB / PMN / PTC / PPS                                                | Mara Rocha (PSDB) + 2 MDB, 1 DEM, 1 SD | Cadmiel Bomfim (PSDB), Luiz Gonzaga (PSDB) + 1 DEM |
| AC | Major Rocha (PSDB)                      | Sérgio Petecão (PSD)           | PSDB / PP / MDB / PSD / DEM / SD / PR / PTB / PMN / PTC / PPS                                                | Mara Rocha (PSDB) + 2 MDB, 1 DEM, 1 SD | Cadmiel Bomfim (PSDB), Luiz Gonzaga (PSDB) + 1 DEM |
| AL | Pinto de Luna (PROS)                    | Rodrigo Cunha (PSDB)           | PSDB / PROS / PRB / PTC / PP / PSB / REDE / DEM / PSC                                                        | Tereza Nelma (PSDB) + 1 PSB, 1 PP, 1 PRB | Cibele Moura (PSDB) Dudu Ronalsa (PSDB) + 4 PP, 1 DEM, 1 PROS |
| AL | Jorge VI (PSDB)                         | Benedito de Lira (PP)          | PSDB / PROS / PRB / PTC / PP / PSB / REDE / DEM / PSC                                                        | Tereza Nelma (PSDB) + 1 PSB, 1 PP, 1 PRB | Cibele Moura (PSDB) Dudu Ronalsa (PSDB) + 4 PP, 1 DEM, 1 PROS |
| AM | Omar Aziz (PSD)                         | Plínio Valério (PSDB)          | PSDB / PSD / DEM / PRB / PTC / Patriota                                                                      | 2 PRB, 1 PSD | Therezinha Ruiz (PSDB) |
| AM | Arthur Bisneto (PSDB)                   | Plínio Valério (PSDB)          | PSDB / PSD / DEM / PRB / PTC / Patriota                                                                      | 2 PRB, 1 PSD | Therezinha Ruiz (PSDB) |
| AP | Davi Alcolumbre (DEM)                   | Randolfe Rodrigues (REDE)      | PSDB / DEM / PP / REDE / PSC / PSD / PODE / PPL / SD / Avante / Patriota                                     | Luiz Carlos (PSDB) + 1 PP | Telma Nery (PSDB) + 2 DEM |
| AP | Silvana Vedovelli (PP)                  | Sebastião Bala Rocha (PSDB)    | PSDB / DEM / PP / REDE / PSC / PSD / PODE / PPL / SD / Avante / Patriota                                     | Luiz Carlos (PSDB) + 1 PP | Telma Nery (PSDB) + 2 DEM |
| BA | José Ronaldo (DEM)                      | Jutahy Magalhães Júnior (PSDB) | PSDB / DEM / PRB / PSC / PV / PTB / SD / PPL / Patriota                                                      | Adolfo Viana (PSDB) | David Rios (PSDB), Marcell Moraes (PSDB), Paulo Câmara (PSDB) + 7 DEM, 2 PRB |
| BA | Mônica Bahia (PSDB)                     | Irmão Lázaro (PSC)             | PSDB / DEM / PRB / PSC / PV / PTB / SD / PPL / Patriota                                                      | Adolfo Viana (PSDB) | David Rios (PSDB), Marcell Moraes (PSDB), Paulo Câmara (PSDB) + 7 DEM, 2 PRB |
| CE | General Theophilo (PSDB)                | Eduardo Girão (PROS)           | PSDB / PROS                                                                                                  | Roberto Pessoa (PSDB) | Fernanda Pessoa (PSDB), Nelinho (PSDB) |
| CE | Emília Pessoa (PSDB)                    | Dra. Mayra (PSDB)              | PSDB / PROS                                                                                                  | Roberto Pessoa (PSDB) | Fernanda Pessoa (PSDB), Nelinho (PSDB) |
| DF | Alberto Fraga (DEM)                     | Izalci Lucas (PSDB)            | PSDB / DEM / PR / DC                                                                                         | 1 PR, 1 DEM | ninguém |
| DF | Alexandre Bispo (PR)                    | Professora Amábile (PR)        | PSDB / DEM / PR / DC                                                                                         | 1 PR, 1 DEM | ninguém |
| ES | Renato Casagrande (PSB)                 | Marcos do Val (PPS)            | PSDB / PSB / PSC / DEM / PPS / PCdoB / PV / DC / SD / PP / PTC / PDT / PPL / PRP / PSD / PHS / PROS / Avante | 1 PDT, 1 DEM | Emilio Mameri (PSDB), Marcos Mansur (PSDB), Vandinho Leite (PSDB) |
| ES | Jacqueline Moraes (PSB)                 | Ricardo Ferraço (PSDB)         | PSDB / PSB / PSC / DEM / PPS / PCdoB / PV / DC / SD / PP / PTC / PDT / PPL / PRP / PSD / PHS / PROS / Avante | 1 PDT, 1 DEM | Emilio Mameri (PSDB), Marcos Mansur (PSDB), Vandinho Leite (PSDB) |
| GO | José Eliton (PSDB)                      | Vanderlan Cardoso (PP)         | PSDB / PPS / PSB / PTB / PSD / SD / PV / NOVO / REDE / Avante / Patriota                                     | Célio Silveira (PSDB) + 1 PSD, 1 PR, 1 SD, 1 PSB | Diego Sorgatto (PSDB), Gustavo Sebba (PSDB), Hélio de Souza (PSDB), Lêda Borges (PSDB), Talles Barreto (PSDB), Tião Caroço (PSDB) +1 PSB, 1 PPS                                                                    |
| GO | Raquel Teixeira (PSDB)                  | Marconi Perillo (PSDB)         | PSDB / PPS / PSB / PTB / PSD / SD / PV / NOVO / REDE / Avante / Patriota                                     | Célio Silveira (PSDB) + 1 PSD, 1 PR, 1 SD, 1 PSB | Diego Sorgatto (PSDB), Gustavo Sebba (PSDB), Hélio de Souza (PSDB), Lêda Borges (PSDB), Talles Barreto (PSDB), Tião Caroço (PSDB) +1 PSB, 1 PPS                                                                    |
| MA | Roberto Rocha (PSDB)                    | Zé Reinaldo (PSDB)             | PSDB / PHS / PODE / PMN / REDE / DC                                                                          | 1 PODE | Wellington do Curso (PSDB) |
| MA | Graça Paz (PSDB)                        | Alexandre Almeida (PSDB)       | PSDB / PHS / PODE / PMN / REDE / DC                                                                          | 1 PODE | Wellington do Curso (PSDB) |
| MG | Antonio Anastasia (PSDB)                | Rodrigo Pacheco (DEM)          | PSDB / PSD / DEM / SD / PPS / PSC / PMN / PTB / PP / PTC / PMB / Patriota                                    | Aécio Neves (PSDB), Domingos Savio (PSDB), Eduardo Barbosa (PSDB), Paulo Abi-Ackel (PSDB), Rodrigo de Castro (PSDB) + 3 PSD, 2 PP, 1 SD, 1 DEM           | Antônio Carlos Arantes (PSDB), Dalmo Ribeiro (PSDB), Gustavo Valadares (PSDB), João Leite (PSDB), João Vítor Xavier (PSDB), Luiz Humberto Carneiro (PSDB), Tito Torres (PSDB) + 4 PSD, 1 PPS, 1 DEM, 1 PP          |
| MG | Marcos Montes (PSD)                     | Dinis Pinheiro (SD)            | PSDB / PSD / DEM / SD / PPS / PSC / PMN / PTB / PP / PTC / PMB / Patriota                                    | Aécio Neves (PSDB), Domingos Savio (PSDB), Eduardo Barbosa (PSDB), Paulo Abi-Ackel (PSDB), Rodrigo de Castro (PSDB) + 3 PSD, 2 PP, 1 SD, 1 DEM           | Antônio Carlos Arantes (PSDB), Dalmo Ribeiro (PSDB), Gustavo Valadares (PSDB), João Leite (PSDB), João Vítor Xavier (PSDB), Luiz Humberto Carneiro (PSDB), Tito Torres (PSDB) + 4 PSD, 1 PPS, 1 DEM, 1 PP          |
| MS | Reinaldo Azambuja (PSDB)                | Nelsinho Trad (PTB)            | PSDB / DEM / PPS / PP / PMB / PSB / PSD / PTB / PSL / PROS / PMN / SD / Avante / Patriota                    | Beto Pereira (PSDB), Rose Modesto (PSDB) + 1 PSD, 1 DEM                                                                                                  | Felipe Orro (PSDB), Marçal Filho (PSDB), Onevan de Matos (PSDB), Paulo Corrêa (PSDB), Professor Rinaldo (PSDB) + 2 DEM                                                                                             |
| MS | Murilo Zauith (DEM)                     | Marcelo Miglioli (PSDB)        | PSDB / DEM / PPS / PP / PMB / PSB / PSD / PTB / PSL / PROS / PMN / SD / Avante / Patriota                    | Beto Pereira (PSDB), Rose Modesto (PSDB) + 1 PSD, 1 DEM                                                                                                  | Felipe Orro (PSDB), Marçal Filho (PSDB), Onevan de Matos (PSDB), Paulo Corrêa (PSDB), Professor Rinaldo (PSDB) + 2 DEM                                                                                             |
| MT | Pedro Taques (PSDB)                     | Nilson Leitão (PSDB)           | PSDB / PRTB / PSL / PPS / DC / PSB / Avante / Patriota / SD                                                  | 1 SD | Guilherme Maluf (PSDB), Wilson Santos (PSDB) |
| MT | Rui Prado (PSDB)                        | Nilson Leitão (PSDB)           | PSDB / PRTB / PSL / PPS / DC / PSB / Avante / Patriota / SD                                                  | 1 SD | Guilherme Maluf (PSDB), Wilson Santos (PSDB) |
| PA | Márcio Miranda (DEM)                    | Flexa Ribeiro (PSDB)           | PSDB / DEM / PSB / PDT / SD / PMN / PRTB / PPS / PRP                                                         | Celso Sabino (PSDB), Nilson Pinto (PSDB) + 2 DEM, 1 PSB                                                                                                  | Anna Cunha (PSDB), Cilene Couto (PSDB), Daniel Santos (PSDB), Luth Rebelo (PSDB), Victor Dias (PSDB) + 3 DEM, 2 PDT                                                                                                |
| PA | José Megale (PSDB)                      | Sidney Rosa (PSB)              | PSDB / DEM / PSB / PDT / SD / PMN / PRTB / PPS / PRP                                                         | Celso Sabino (PSDB), Nilson Pinto (PSDB) + 2 DEM, 1 PSB                                                                                                  | Anna Cunha (PSDB), Cilene Couto (PSDB), Daniel Santos (PSDB), Luth Rebelo (PSDB), Victor Dias (PSDB) + 3 DEM, 2 PDT                                                                                                |
| PB | Lucélio Cartaxo (PV)                    | Daniella Ribeiro (PP)          | PSDB / PV / PP / PSD / SD / DC / PSC / PRTB / PHS / PTC / PSL / PPL                                          | Edna Henrique (PSDB), Pedro Cunha Lima (PSDB), Ruy Carneiro (PSDB)                                                                                       | Camila Toscano (PSDB), João Henrique (PSDB), Tovar Lima (PSDB) + 3 PSDB, 2 PP, 1 PSD, 1 PSC |
| PB | Michele Rodrigues (PSDB)                | Cássio Cunha Lima (PSDB)       | PSDB / PV / PP / PSD / SD / DC / PSC / PRTB / PHS / PTC / PSL / PPL                                          | Edna Henrique (PSDB), Pedro Cunha Lima (PSDB), Ruy Carneiro (PSDB)                                                                                       | Camila Toscano (PSDB), João Henrique (PSDB), Tovar Lima (PSDB) + 3 PSDB, 2 PP, 1 PSD, 1 PSC |
| PE | Armando Monteiro (PTB)                  | Mendonça Filho (DEM)           | PSDB / PTB / PODE / DEM / PSC / PR / PRB / PPS / PSD / PSL / PHS / DC / PMB                                  | 2 PRB, 1 PPS, 1 DEM, 1 PODE, 1 PSC | Alessandra Vieira (PSDB), + 3 DEM, 2 PTB, 1 PRB |
| PE | Fred Ferreira (PSC)                     | Bruno Araújo (PSDB)            | PSDB / PTB / PODE / DEM / PSC / PR / PRB / PPS / PSD / PSL / PHS / DC / PMB                                  | 2 PRB, 1 PPS, 1 DEM, 1 PODE, 1 PSC | Alessandra Vieira (PSDB), + 3 DEM, 2 PTB, 1 PRB |
| PI | Luciano Nunes (PSDB)                    | Wilson Martins (PSB)           | PSDB / PSB / DEM                                                                                             | 1 PSB | Marden Menezes (PSDB) + 1 PSB |
| PI | Cassandra Souza (DEM)                   | Robert Rios (PSB)              | PSDB / PSB / DEM                                                                                             | 1 PSB | Marden Menezes (PSDB) + 1 PSB |
| PR | Cida Borghetti (PP)                     | Alex Canziani (PTB)            | PSDB / PP / PTB / PSB / PMN / DEM / PROS / PMB                                                               | 2 PP, 2 PSB, 2 PROS, 1 DEM, 1 PTB | Ademar Traiano (PSDB), Michele Caputo (PSDB), Paulo Litro (PSDB) 5 PSB, 3 PP, 2 DEM, 1 PTB |
| PR | Coronel Malucelli (PMN)                 | Beto Richa (PSDB)              | PSDB / PP / PTB / PSB / PMN / DEM / PROS / PMB                                                               | 2 PP, 2 PSB, 2 PROS, 1 DEM, 1 PTB | Ademar Traiano (PSDB), Michele Caputo (PSDB), Paulo Litro (PSDB) 5 PSB, 3 PP, 2 DEM, 1 PTB |
| RJ | Eduardo Paes (DEM)                      | Cesar Maia (DEM)               | PSDB / DEM / PTB / PP / PPS / MDB / SD / PV / DC / PHS / PMN / Avante                                        | 1 SD, 1 PPS | Lucinha (PSDB), Luiz Paulo (PSDB) + 1 PPS |
| RJ | Comte Bittencourt (PPS)                 | Aspásia Camargo (PSDB)         | PSDB / DEM / PTB / PP / PPS / MDB / SD / PV / DC / PHS / PMN / Avante                                        | 1 SD, 1 PPS | Lucinha (PSDB), Luiz Paulo (PSDB) + 1 PPS |
| RN | Robinson Faria (PSD)                    | Geraldo Melo (PSDB)            | PSDB / PSD / PRB / PTB / PR / PPS / PMB / PTC / PSB / PRP / PROS / Avante                                    | 1 PTC, 1 PR, 1 PSB, 1 PSD | Ezequiel Ferreira (PSDB), Gustavo Carvalho (PSDB), José Dias (PSDB), Raimundo Fernandes (PSDB), Tomba Farias (PSDB) + 2 PSD, 1 PR, 1 PROS                                                                          |
| RN | Tião Couto (PRB)                        | Geraldo Melo (PSDB)            | PSDB / PSD / PRB / PTB / PR / PPS / PMB / PTC / PSB / PRP / PROS / Avante                                    | 1 PTC, 1 PR, 1 PSB, 1 PSD | Ezequiel Ferreira (PSDB), Gustavo Carvalho (PSDB), José Dias (PSDB), Raimundo Fernandes (PSDB), Tomba Farias (PSDB) + 2 PSD, 1 PR, 1 PROS                                                                          |
| RO | Expedito Júnior (PSDB)                  | Marcos Rogério (DEM)           | PSDB / DEM / PSD / PRB / PR / Patriota                                                                       | Mariana Carvalho (PSDB) + 1 PSD | Laerte Gomes (PSDB) + 1 DEM, 1 PSD |
| RO | Maurício de Moraes (PSDB)               | Edésio Fernandes (PRB)         | PSDB / DEM / PSD / PRB / PR / Patriota                                                                       | Mariana Carvalho (PSDB) + 1 PSD | Laerte Gomes (PSDB) + 1 DEM, 1 PSD |
| RR | Anchieta Júnior (PSDB)                  | Chico Rodrigues (DEM)          | PSDB / DEM / MDB / PSD / SD / PPS / DC                                                                       | Shéridan Oliveira (PSDB) | 1 PPS |
| RR | Abel Galinha (DEM)                      | Romero Jucá (MDB)              | PSDB / DEM / MDB / PSD / SD / PPS / DC                                                                       | Shéridan Oliveira (PSDB) | 1 PPS |
| RS | Eduardo Leite (PSDB)                    | Luis Carlos Heinze (PP)        | PSDB / PPS / PP / PTB / PHS / PRB / REDE                                                                     | Daniel Trzeciak (PSDB), Lucas Redecker (PSDB) + 4 PP, 2 PTB, 1 PRB                                                                                       | Luiz Viana (PSDB), Mateus Wesp (PSDB), Pedro Pereira (PSDB), Zilá Breitenbach (PSDB) + 1 PPS |
| RS | Ranolfo Vieira Júnior (PTB)             | Mário Bernd (PPS)              | PSDB / PPS / PP / PTB / PHS / PRB / REDE                                                                     | Daniel Trzeciak (PSDB), Lucas Redecker (PSDB) + 4 PP, 2 PTB, 1 PRB                                                                                       | Luiz Viana (PSDB), Mateus Wesp (PSDB), Pedro Pereira (PSDB), Zilá Breitenbach (PSDB) + 1 PPS |
| SC | Mauro Mariani (MDB)                     | Jorginho Mello (PR)            | PSDB / MDB / PTB / PR / DC / PPS / PRTB / PTC / Avante                                                       | Geovania de Sá (PSDB) + 1 PPS | Marcos Vieira (PSDB), Vicente Caropreso (PSDB) + 9 MDB |
| SC | Napoleão Bernardes (PSDB)               | Paulo Bauer (PSDB)             | PSDB / MDB / PTB / PR / DC / PPS / PRTB / PTC / Avante                                                       | Geovania de Sá (PSDB) + 1 PPS | Marcos Vieira (PSDB), Vicente Caropreso (PSDB) + 9 MDB |
| SE | Eduardo Amorim (PSDB)                   | André Moura (PSC)              | PSDB / PSC / PRB / PPS / PR / SD / PTC                                                                       | 1 SD, 1 PR, 1 PSC | Maria Mendonça (PSDB) + 4 PSC, 2 PR |
| SE | Ivan Leite (PRB)                        | Pastor Heleno (PRB)            | PSDB / PSC / PRB / PPS / PR / SD / PTC                                                                       | 1 SD, 1 PR, 1 PSC | Maria Mendonça (PSDB) + 4 PSC, 2 PR |
| SP | João Dória (PSDB)                       | Mara Gabrilli (PSDB)           | PSDB / DEM / PRB / PSD / PP / PTC                                                                            | Bruna Furlan (PSDB), Carlos Sampaio (PSDB), Eduardo Cury (PSDB), Samuel Moreira (PSDB), Vanderlei Macris (PSDB), Vítor Lippi (PSDB) + 5 DEM, 4 PP, 1 PSD | Analice Fernandes (PSDB), Carla Morando (PSDB), Carlão Pignatari (PSDB), Cauê Macris (PSDB), Marcos Zerbini (PSDB), Maria Lúcia Amary (PSDB), Marmo Cezar (PSDB), Mauro Bragato (PSDB) + 7 DEM, 6 PRB, 4 PP, 2 PSD |
| SP | Rodrigo Garcia (DEM)                    | Ricardo Tripoli (PSDB)         | PSDB / DEM / PRB / PSD / PP / PTC                                                                            | Bruna Furlan (PSDB), Carlos Sampaio (PSDB), Eduardo Cury (PSDB), Samuel Moreira (PSDB), Vanderlei Macris (PSDB), Vítor Lippi (PSDB) + 5 DEM, 4 PP, 1 PSD | Analice Fernandes (PSDB), Carla Morando (PSDB), Carlão Pignatari (PSDB), Cauê Macris (PSDB), Marcos Zerbini (PSDB), Maria Lúcia Amary (PSDB), Marmo Cezar (PSDB), Mauro Bragato (PSDB) + 7 DEM, 6 PRB, 4 PP, 2 PSD |
| TO | Carlos Amastha (PSB)                    | Vicentinho Alves (PR)          | PSDB / PSB / PSC / PR / MDB / PODE                                                                           | 1 PSC, 1 PR, 1 MDB | Luana Ribeiro (PSDB), Olyntho Neto (PSDB) + 5 MDB, 1 PSB, 1 PR |
| TO | Oswaldo Stival Jr (PSDB)                | Ataídes Oliveira (PSDB)        | PSDB / PSB / PSC / PR / MDB / PODE                                                                           | 1 PSC, 1 PR, 1 MDB | Luana Ribeiro (PSDB), Olyntho Neto (PSDB) + 5 MDB, 1 PSB, 1 PR |

### Eleições presidenciais
| Ano  | Imagem                                                                      | Candidato(a) a Presidente        | Candidato a Vice-Presidente | Coligação                                                                  | Votos               | Posição |
| ---- | --------------------------------------------------------------------------- | -------------------------------- | --------------------------- | -------------------------------------------------------------------------- | ------------------- | ------- |
| 1989 |                                                                             | Mário Covas (PSDB)               | Almir Gabriel (PSDB)        | Sem coligação                                                              | 7 790 392 (10,78%)  | 4ª      |
| 1989 | Segundo turno: apoio ao candidato derrotado Luiz Inácio Lula da Silva (PT). |                                  |                             |                                                                            |                     |         |
| 1994 |                                                                             | Fernando Henrique Cardoso (PSDB) | Marco Maciel (PFL)          | União, Trabalho e Progresso (PSDB, PFL e PTB)                              | 34 364 961 (54,27%) | 1ª      |
| 1998 |                                                                             | Fernando Henrique Cardoso (PSDB) | Marco Maciel (PFL)          | União, Trabalho e Progresso (PSDB, PFL, PPB, PTB e PSD)                    | 35 936 540 (53,06%) | 1ª      |
| 2002 |                                                                             | José Serra (PSDB)                | Rita Camata (PMDB)          | Grande Aliança (PSDB e PMDB)                                               | 33 370 739 (38,72%) | 2ª      |
| 2006 |                                                                             | Geraldo Alckmin (PSDB)           | José Jorge (PFL)            | Por Um Brasil Decente (PSDB e PFL)                                         | 37 543 178 (39,17%) | 2ª      |
| 2010 |                                                                             | José Serra (PSDB)                | Indio da Costa (DEM)        | O Brasil Pode Mais (PSDB, DEM, PPS, PMN, PTdoB e PTB)                      | 43 711 388 (43,95%) | 2ª      |
| 2014 | ligação=Ficheiro:Aécio Neves em 16 de julho de 2014-3                       | Aécio Neves (PSDB)               | Aloysio Nunes (PSDB)        | Muda Brasil (PSDB, PMN, SD, DEM, PEN, PTN, PTB, PTC e PTdoB)               | 51 036 040 (48,36%) | 2ª      |
| 2018 |                                                                             | Geraldo Alckmin (PSDB)           | Ana Amélia (PP)             | Para Unir o Brasil (PSDB, PP, PR, PRB, PSD, Solidariedade, DEM, PTB e PPS) | 5 096 349 (4,76%)   | 4ª      |
| 2018 | Segundo turno: neutralidade e liberação de diretórios e filiados.           |                                  |                             |                                                                            |                     |         |
| 2022 |                                                                             | Simone Tebet (MDB)               | Mara Gabrilli (PSDB)        | Brasil para Todos (MDB, Federação PSDB Cidadania e PODE)                   | 4 915 423 (4,16%)   | 3ª      |
| 2022 | Segundo turno: neutralidade e liberação de diretórios e filiados.           |                                  |                             |                                                                            |                     |         |

## Presidentes da República
| Eleição | Resultado          | Presidente                | Retrato                                         | Origem         | Mandato                                         |
| ------- | ------------------ | ------------------------- | ----------------------------------------------- | -------------- | ----------------------------------------------- |
| 1994    | Eleito no 1° turno | Fernando Henrique Cardoso |                                                 | Rio de Janeiro | 1° de janeiro de 1995 até 1° de janeiro de 1999 |
| 1998    | Eleito no 1° turno | Fernando Henrique Cardoso | 1° de janeiro de 1999 até 1° de janeiro de 2003 | Rio de Janeiro |                                                 |

## Cassações por corrupção
Com base em dados divulgados pelo Tribunal Superior Eleitoral, o Movimento de Combate à Corrupção Eleitoral divulgou um balanço, em 4 de outubro de 2007, com os partidos com maior número de parlamentares cassados por corrupção eleitoral desde o ano 2000. O PSDB apareceu em terceiro lugar na lista, com 58 cassações, atrás apenas do DEM e do PMDB.